# Tourisme en Géorgie

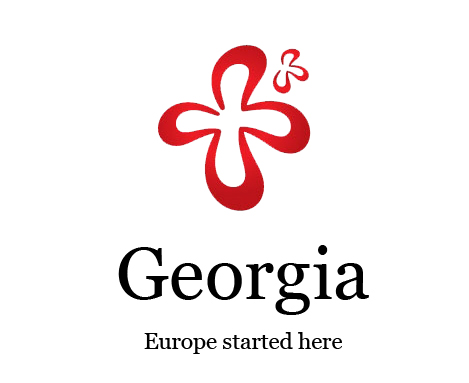
Logo de l'administration nationale géorgienne du tourisme

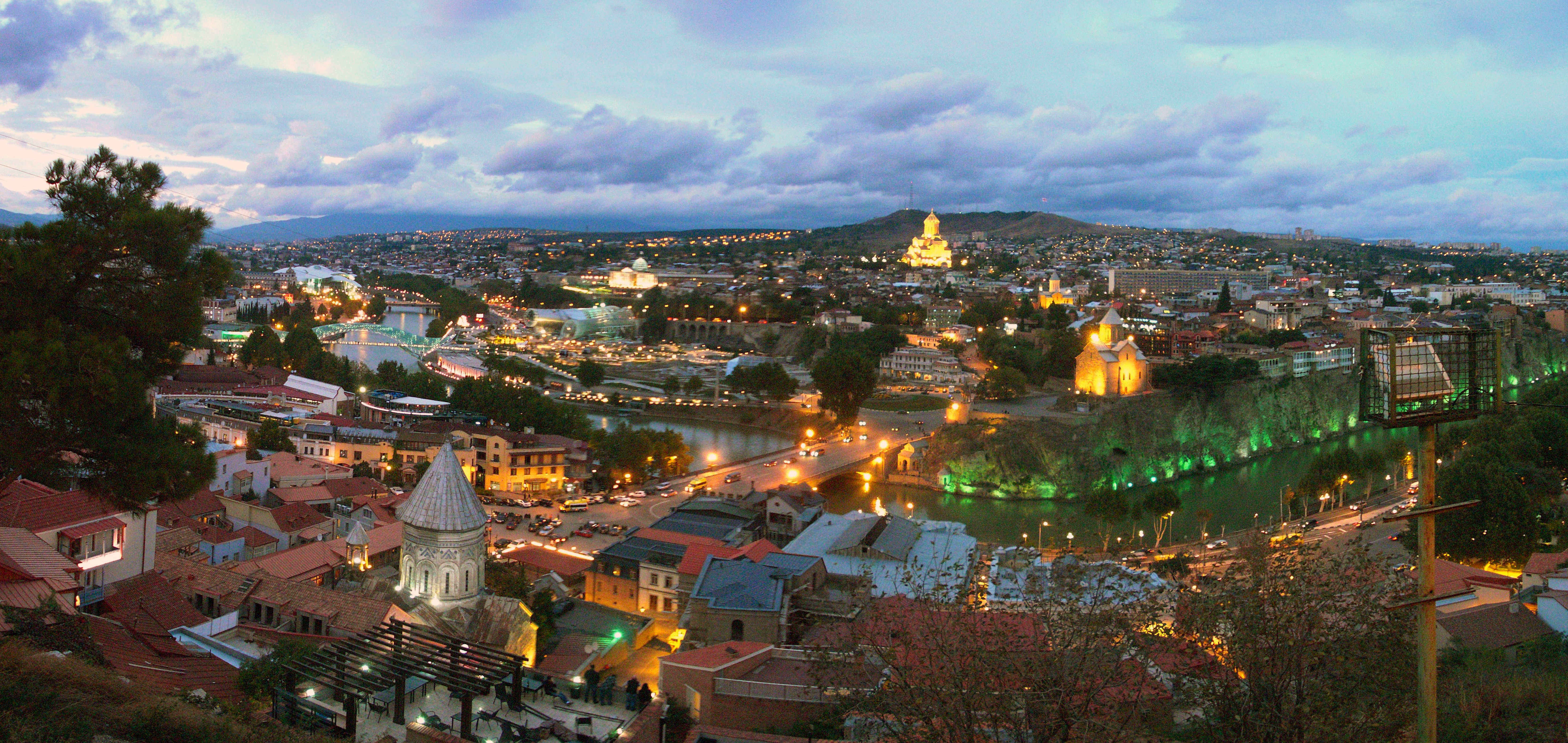
La capitale de la Géorgie, Tbilissi, au coucher de soleil

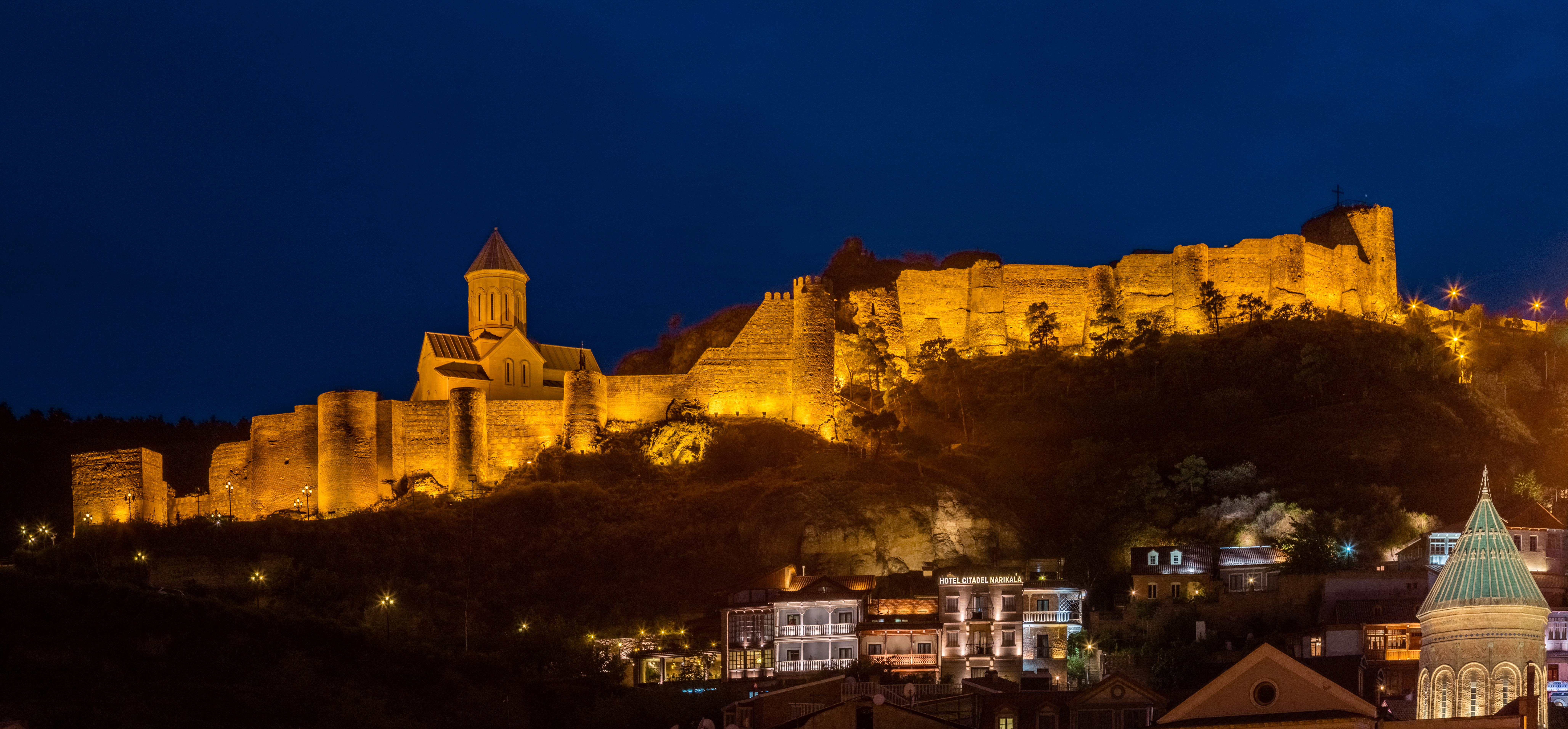
La forteresse de Narikala, à Tbilissi

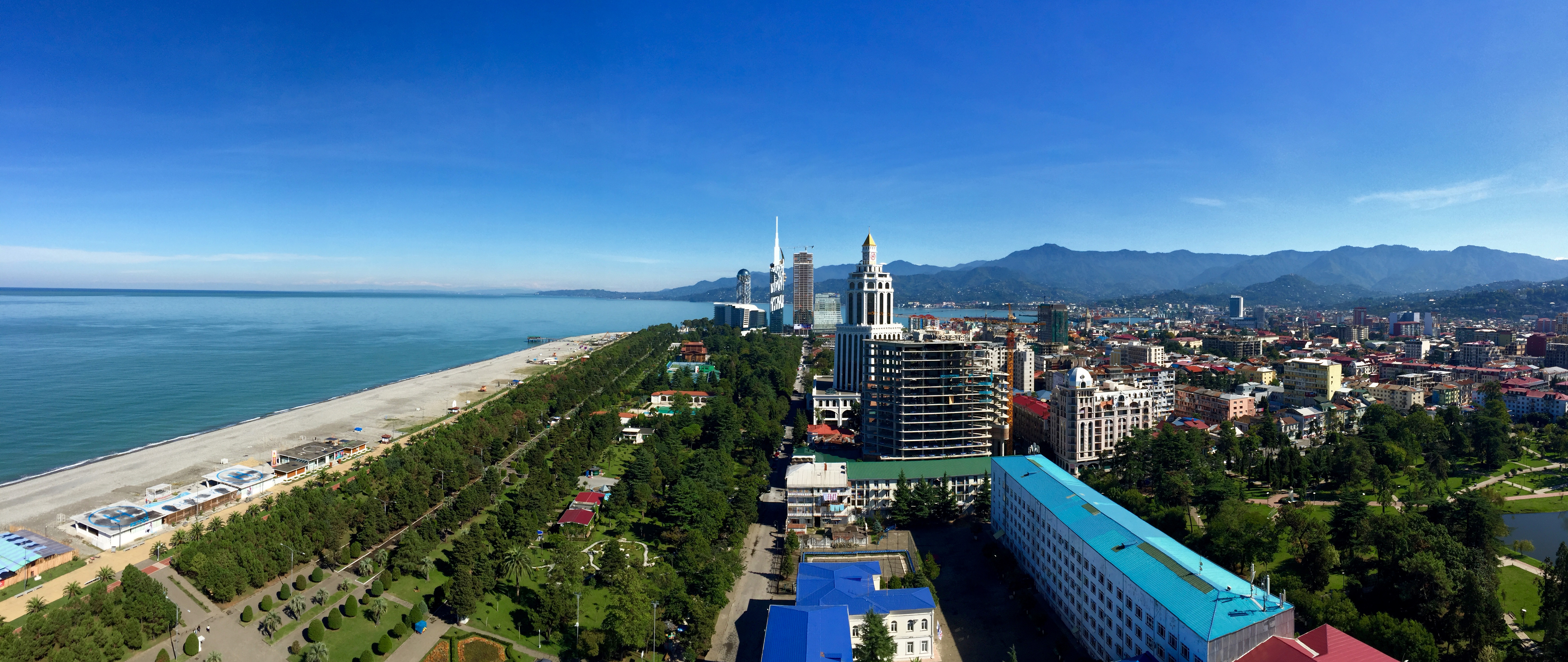
Batoumi, la capitale de l'Adjarie, au bord de la mer Noire

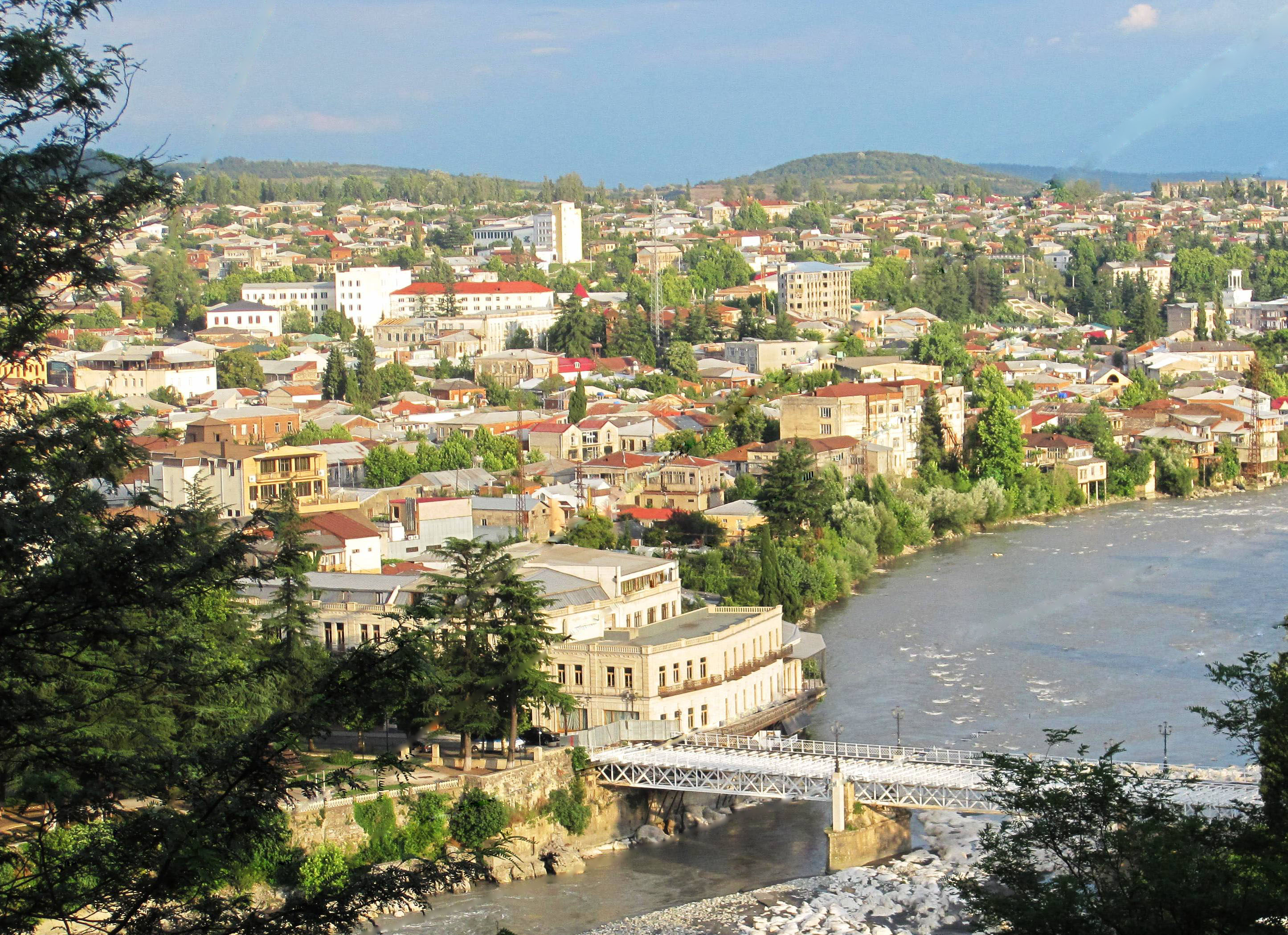
Koutaïssi, la capitale de l'Iméréthie

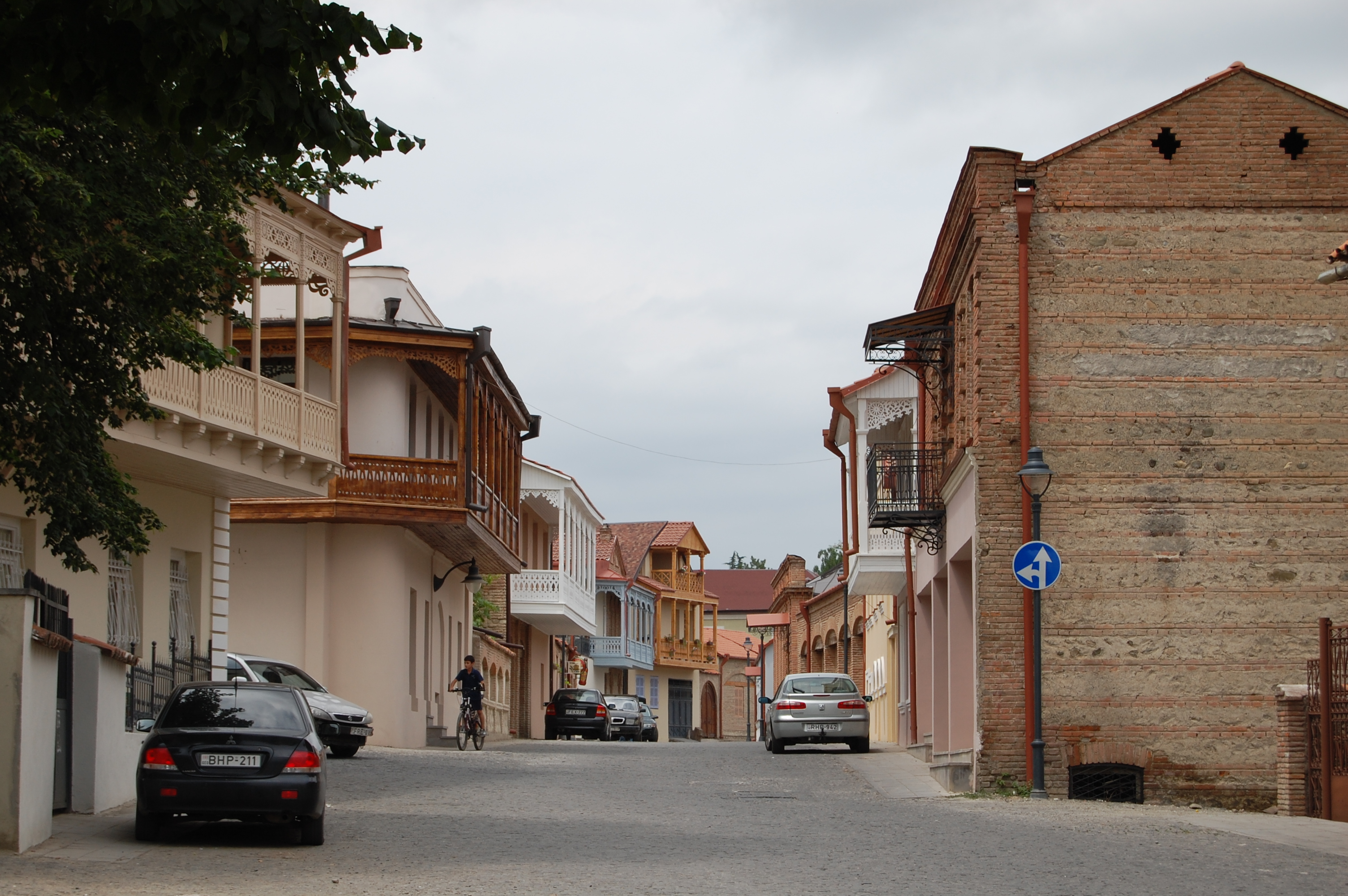
Telavi, la capitale de la Kakhétie

Le tourisme est une composante importante de l'économie de la Géorgie : elle a apporté une contribution au produit intérieur brut du pays de 6,7 % en 2015,, de 7,1 % en 2016, de 6,9 % en 2017 et de 7,6 % en 2018.
Selon les normes internationales le nombre de visiteurs en Géorgie est passé de 5,3 millions à 7,2 millions de 2016 à 2018, et le nombre de touristes (visiteurs restant plus d'une journée) de 3,2 millions à 4,7 millions,. Pour l'année 2019, le nombre de visiteurs a dépassé 9,3 millions et celui des touristes, 5 millions.
Pour l’année 2020, la pandémie et la déclaration de l’état d’urgence arrêtent pratiquement toutes les activités touristiques. Le 7 mai 2020, le Premier ministre annonce un plan anti-crise afin de pouvoir les relancer, à compter du 15 juin pour le tourisme national et à compter du 1er juillet pour le tourisme international, en particulier avec l’ouverture de couloirs sanitaires et l’autorisation de vols internationaux.

## Généralités
Le pays bénéficie d’un patrimoine de plusieurs sites archéologiques et de nombreux sites médiévaux, ainsi que de centaines d’édifices religieux marquant deux millénaires de chrétienté. Ce patrimoine s’est enrichi d’éléments architecturaux contemporains ouvrant une période de cohabitation contrastée : « douze mille sites culturels ».
Aux formes traditionnelles de tourisme —  stations balnéaires, thermales et montagnardes —, se sont ajoutées récemment des formes plus recherchées au XXIe siècle comme la découverte d’un écosystème encore protégé, voire à l’opposé la pratique de sports extrêmes.
Le pays est en grande partie montagneux, et la répartition des lieux d'intérêt patrimonial (ou même sportif) est le résultat de siècles et de millénaires d'histoire culturelle, parfois dans des vallées encaissées difficiles d'accès (par la route) autrefois comme aujourd'hui.

## Flux touristiques
La Géorgie accueille un nombre croissant de voyageurs : 5,3 millions en 2013, 5,5 millions en 2014, 6,3 millions en 2015, 6,7 millions en 2016, 7,9 millions en 2017 et 8,6 millions en 2018. Certains de ces voyageurs sont des visiteurs (7 203 350 en 2018) et d'autres ne le sont pas (1 476 194 en 2018). L'évolution du nombre de visiteurs (visiteur d'une journée ou touristes de plusieurs jours) est la suivante : 
|  | Rang                     | Pays                     | 2016      |  | Rang                     | Pays                     | 2017      |  | Rang                     | Pays                     | 2018      |
|  | ------------------------ | ------------------------ | --------- |  | ------------------------ | ------------------------ | --------- |  | ------------------------ | ------------------------ | --------- |
|  | 1                        | Arménie                  | 1,152,234 |  | 1                        | Azerbaïdjan              | 1,301,556 |  | 1                        | Azerbaïdjan              | 1,424,610 |
|  | 2                        | Azerbaïdjan              | 1,075,820 |  | 2                        | Arménie                  | 1,287,168 |  | 2                        | Russie                   | 1,404,757 |
|  | 3                        | Turquie                  | 988,312   |  | 3                        | Russie                   | 1,135,057 |  | 3                        | Arménie                  | 1,268,886 |
|  | 4                        | Russie                   | 849,265   |  | 4                        | Turquie                  | 1,007,276 |  | 4                        | Turquie                  | 1,098,555 |
|  | 5                        | Géorgie                  | 429,343   |  | 5                        | Géorgie                  | 456,132   |  | 5                        | Géorgie                  | 476,389   |
|  | 6                        | Iran                     | 129,933   |  | 6                        | Iran                     | 282,549   |  | 6                        | Iran                     | 291,070   |
|  | 7                        | Ukraine                  | 151,630   |  | 7                        | Ukraine                  | 169,862   |  | 7                        | Ukraine                  | 177,058   |
|  | 8                        | Israël                   | 85,398    |  | 8                        | Israël                   | 115,040   |  | 8                        | Israël                   | 156,922   |
|  | 9                        | Pologne                  | 41,609    |  | 9                        | Pologne                  | 48,913    |  | 9                        | Pologne                  | 66,903    |
|  | 10                       | Kazakhstan               | 40,895    |  | 10                       | Kazakhstan               | 47,241    |  | 10                       | Allemagne                | 64,486    |
|  | Total des visiteurs 2016 | Total des visiteurs 2016 | 5,392,816 |  | Total des visiteurs 2017 | Total des visiteurs 2017 | 6,482,830 |  | Total des visiteurs 2018 | Total des visiteurs 2018 | 7,203,350 |

Les visiteurs géorgiens comptabilisés sont les Géorgiens ne résidant pas sur le territoire national.
Les visiteurs français étaient dénombrés à 14 087 en 2015, à 15 044 en 2016, à 16 053 en 2017 et à 21 765 en 2018.
Ces statistiques ne comprennent pas les chiffres de l'Abkhazie et de la région de Tskhinvali (Ossétie du Sud).

## Points d'entrée

### Route

Carte routière de la Géorgie

76,5 % des voyageurs sont entrés en Géorgie par la route en 2017.
- Arménie
  - Guguti/Tashir
  - Ninotsminda/Bavra
  - Sadakhlo/Bagratashen
- Azerbaïdjan
  - Krasny Most (pont rouge, Tsiteli Khidi, Qırmızı Körpü)
  - Tsodna (Postbina), entre Lagodekhi et Balakən
- Russie
  - Passe de Darial/Verkhniy Lars (Верхний Ларс), au nord de Kazbegi (Russie), partiellement rouverte
- Turquie
  - Sarpi/Sarp
  - Vale/Posof Turquie, via Akhaltsikhé

### Air

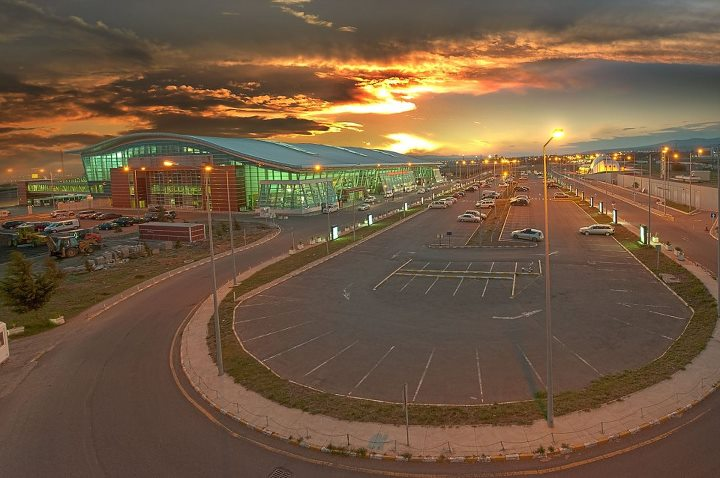
Aéroport de Tbilissi.

22,2 % des voyageurs sont entrés en Géorgie par les airs en 2017.
Les aéroports les plus utilisés sont : 
- Aéroport international Chota-Roustavéli de Tbilissi, 77,7 % du trafic aérien international et domestique,
- Aéroport international de Batoumi-Alexandre-Kartveli, 12,2 % du trafic aérien,
- Aéroport international David-IV de Koutaïssi, 9,9 % du trafic aérien.

Les aéroports de Mestia et d'Ambrolauri reçoivent moins de 1 % du trafic aérien national.
Les récents aménagements des infrastructures aéroportuaires de Tbilissi et de Batoumi devraient permettre de doubler, voire de tripler, les trafics actuels. Des aménagements d'aéroports régionaux sont en cours.
La compagnie Georgian Airways rétablit les vols directs bihebdomadaires entre Paris et Tbilissi à partir du 27 mars 2018. La compagnie Wizz Air reliera trois fois par semaine, en vol direct, Beauvais à Koutaïssi à partir du printemps 2018.
Soukhoumi, relevant de l'Abkhazie, ne constitue plus un point d'entrée aérien vers la Géorgie.

### Train
0,8 % des voyageurs sont entrés par le rail en 2017
- Sadakhlo/Bagratashen (Arménie), de/vers Erevan
- Böyük Kəsik (Azerbaïdjan), de/vers Bakou, Kars et Istanbul
- Ligne Bakou-Tbilissi-Kars (2017, BTK).
- Chemins de fer géorgiens (Sakartvelos Rkinigza)

### Mer (Mer Noire)
0,5 % des voyageurs sont entrés en Géorgie par la mer en 2017. Les ports principaux de Géorgie sont Poti et Batoumi ; le port d'Anaklia, en eau profonde, est en cours de construction.
- Port de Poti, de/vers Istanbul et Odessa,
- Batoumi, de/vers Istanbul (1 085 km), Odessa, Novorossiisk (460 km),

Soukhoumi, relevant de l'Abkhazie, ne constitue plus un point d'entrée maritime vers la Géorgie.

## Tourisme
Régions administratives de Géorgie
1. Abkhazie, Soukhoumi
2. Mingrélie-et-Haute-Svanétie, Zougdidi
3. Gourie, Ozourguéti
4. Adjarie, Batoumi
5. Ratcha-Letchkhoumie et Basse Svanétie, Ambrolaouri
6. Iméréthie, Koutaïssi
7. Samtskhé-Djavakhétie, Akhaltsikhé
8. Kartlie intérieure, Gori
9. Mtskhéta-Mtianétie, Mtskhéta
10. Basse Kartlie, Roustavi
11. Kakhétie, Télavi
12. Tbilissi, Tbilissi

### Tourisme balnéaire

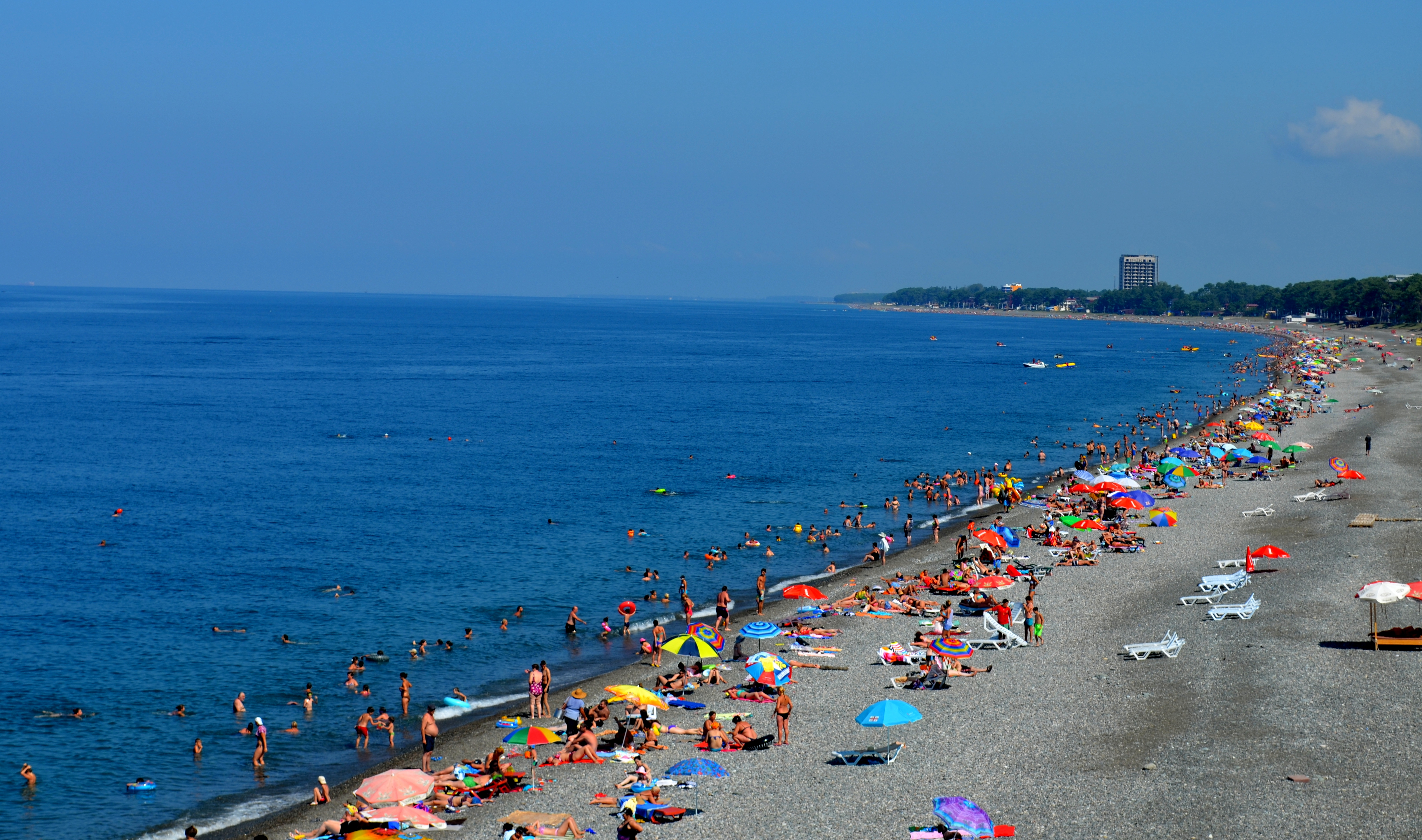
La plage de Kobouléti

Le tourisme de loisirs a retrouvé une clientèle étrangère, après la période les années 1990 de la guerre civile : les stations balnéaires, petites comme Anaklia, Grigoleti, Shekvetili, Kobouleti, Oureki ou grandes comme Batoumi proposent sur les bords de la mer Noire des plages de sable et un climat chaud.

### Tourisme thermal
Géographiquement parsemé de sources, le territoire géorgien a donné naissance à plusieurs catégories de stations thermales, des plus grandes comme Bordjomi — préférée par les tsars russes — aux plus petites comme Tskhaltubo — dont la légende veut qu’elle fût fréquentée par Staline — (ou Manglissi, Akhtala (Kakhétie), Sairme, Nounissi (Iméréthie), Oureki (Gourie), Grigoleti (Gourie)), ou des moyennes comme Abastoumani (Samtskhé-Djavakhétie), voire en milieu urbain comme les bains sulfureux de Tbilissi, Abanotoubani.

### Tourisme gastronomique

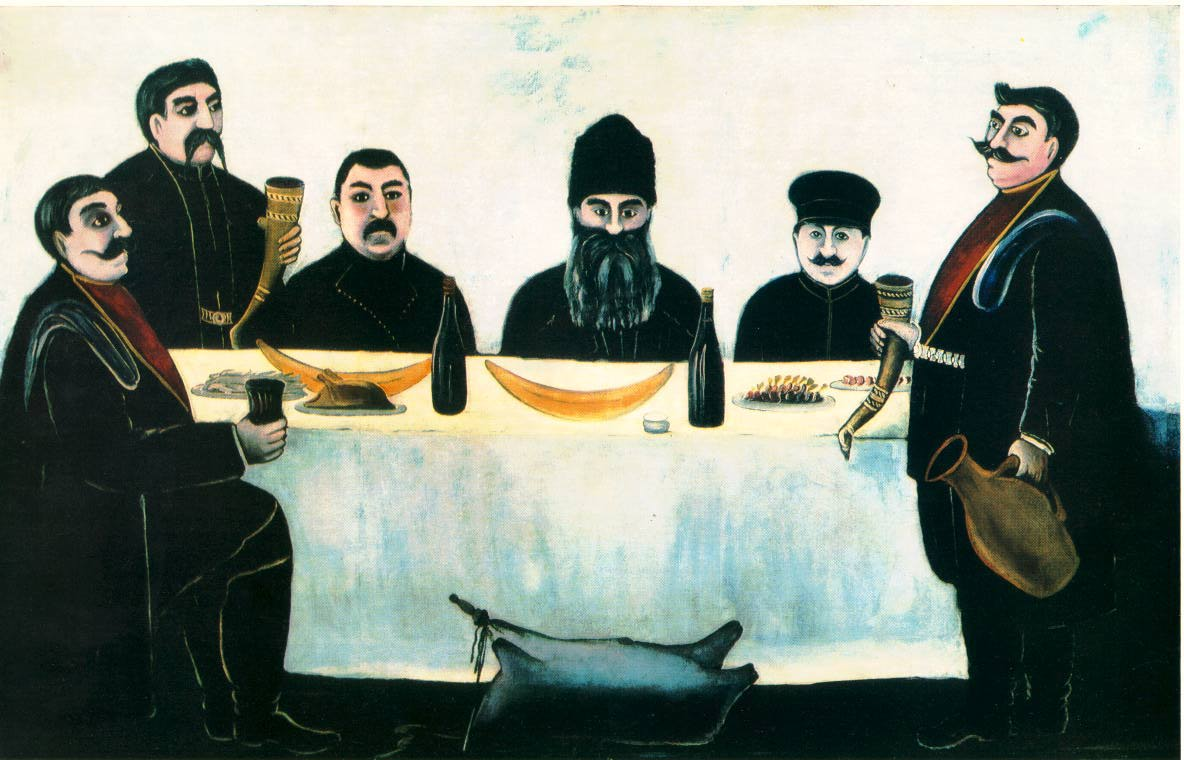
Une table géorgienne selon Pirosmani (1862-1918)

Si les vins géorgiens ont retrouvé une vinification à l'ancienne et ont donné naissance à de multiples lieux de dégustation, en Kakhétie en particulier, la cuisine géorgienne, méditerranéenne et variée selon les régions, est en soi un objet de curiosité tant les saveurs y sont diverses.
L'art de la table, avec un protocole de toasts, de musique, de danses et de chants traditionnels, orchestré par un chef de table et ordonnateur des toasts — le Tamada —, constitue une coutume ancestrale que l'UNESCO a inscrite le 22 mars 2017 à sa liste du patrimoine culturel immatériel de l’humanité.

### Tourisme culturel
La richesse du patrimoine géorgien en matière de sites archéologiques (Armazi, Dmanissi, Dzalissi…), de bâtiments religieux (églises, cathédrales, monastères…) et de bâtiments militaires (forteresses, tours…) a conduit l’UNESCO à inscrire dans ses différentes listes dix-neuf d’entre eux.Ils se complètent de maisons traditionnelles agrémentées de balcons dans les villes (vieux Tbilissi en particulier), et de différentes architectures d’habitat rural dans les provinces. Ce patrimoine constitue l’élément fondamental du développement du tourisme en Géorgie ; il témoigne aussi des influences grecque, perse, ottomane et russe qui ont marqué l’histoire de ce pays.
La naissance au début des années 2000 d’une architecture contemporaine (Pont de la paix à Tbilissi, Parlement à Koutaïssi…) correspond à un objectif de modernisation du pays, elle tente de préserver néanmoins les architectures historiques, vitrines indispensables au tourisme.
La réhabilitation des différents musées, entreprise ces dernières années (Musée national géorgien, Centre national des manuscrits…) favorise le développement du tourisme culturel.
Parmi les trois éléments de la liste du patrimoine culturel immatériel de l’humanité inscrits par l’UNESCO concernant la Géorgie, deux sont toujours pratiqués aujourd'hui, 
- le chant polyphonique,
- la méthode de vinification à l’ancienne dans des kvevris traditionnels[26].

### Tourisme écologique

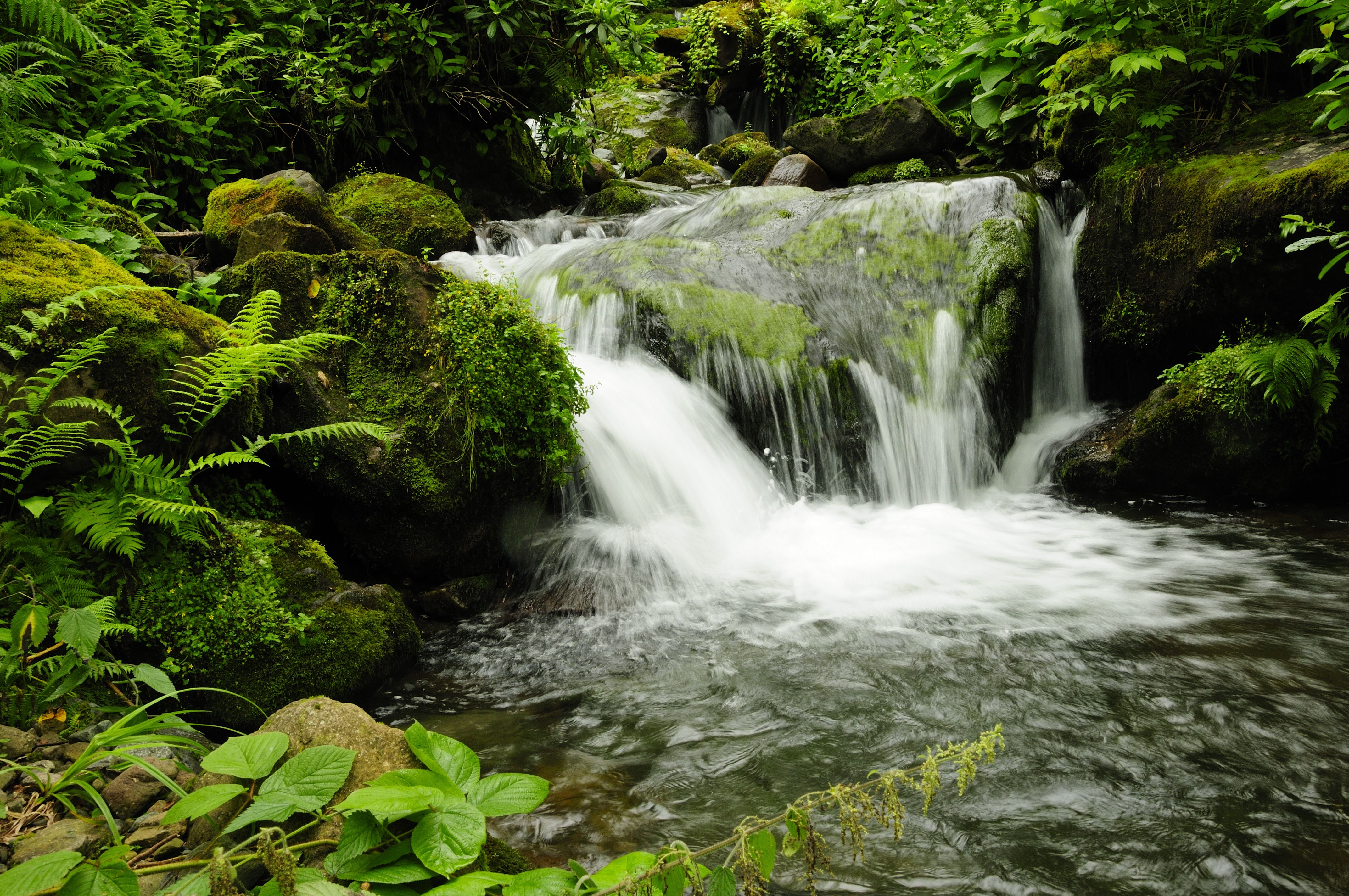
Le parc national de Mtirala

41 % du territoire de la Géorgie est couvert de forêts, 25 % du territoire de la Géorgie se trouvant dans les parcs nationaux, en particulier ceux d'Algeti, de Bordjomi-Kharagaouli, de Kolheti, de Lagodekhi, de Tbilissi et de Vashlovani.
Les aires protégées de la Géorgie offrent divers services, notamment excursions en bateau, observations des oiseaux, visites éco-éducatives, randonnées pédestres, équitation, vélo, tours, pêche sportive.
La Géorgie abrite environ 5 601 espèces d'animaux, dont 648 espèces de vertébrés (plus de 1 % des espèces présentes dans le monde entier) et un grand nombre de ces espèces sont endémiques.
En 2016, 311 471 citoyens étrangers et 423 203 citoyens géorgiens ont visité les aires protégées de Géorgie.
- écotourisme, agrotourisme,

### Tourisme sportif
En janvier 2018, s'est ouverte à Goudaouri une École du Tourisme d'Aventure (Adventure Tourism School in Gudauri)
.

#### Randonnée
Le trekking encadré est possible presque partout, hors des zones déconseillées pour activités séparatistes.
Des randonnées à cheval sont organisées dans les zones montagneuses, par exemple en Touchétie et dans différentes zones naturelles protégées.

#### Escalade
L’existence de sommets montagneux à plus de 5 000 mètres d’altitude, comme le mont Chkhara, favorise l’organisation d’expéditions dans le Grand Caucase géorgien et l’escalade en haute montagne. Un alpinisme moins extrême peut être pratiqué en Svanétie, ou dans les autres régions de la Géorgie, voire de la randonnée, à pied ou à cheval (Touchétie en particulier).

#### Sports d’hiver

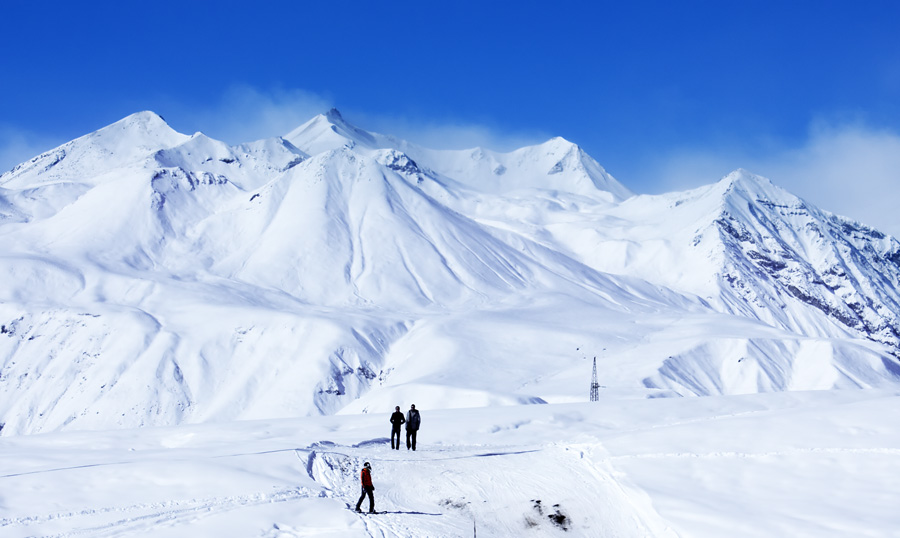
La station de ski de Goudaouri.

Les stations de sports d’hiver, principalement Goudaouri avec 60 kilomètres de piste (1990 à 3 279 mètres) et 11 remontées mécaniques, Goderzi, Bakouriani, Mestia (Svanétie) disposent désormais d’équipements modernes, et les infrastructures hôtelières s’étoffent,.

#### Parapente
Le parapente est une des valeurs sûres de toutes les zones montagneuses.

## Statistiques

### Durée des séjours
Le nombre de visiteurs de moins d'une journée et ceux de plus d'une journée (ces derniers étant classifiés en touristes selon les normes internationales) ont évolué de la manière suivante depuis 4 années: 
|  | Durée               | 2015      | 2016      | 2017      | 2018      |
|  | ------------------- | --------- | --------- | --------- | --------- |
|  | Une journée         | 2 244 336 | 2 095 541 | 2 413 476 | 2 446 530 |
|  | Plus d'une journée  | 3 011 663 | 3 297 275 | 4 069 354 | 4 756 820 |
|  | Une journée et plus | 5 255 999 | 5 392 816 | 6 482 830 | 7 203 350 |

### Capacité hôtelière par région

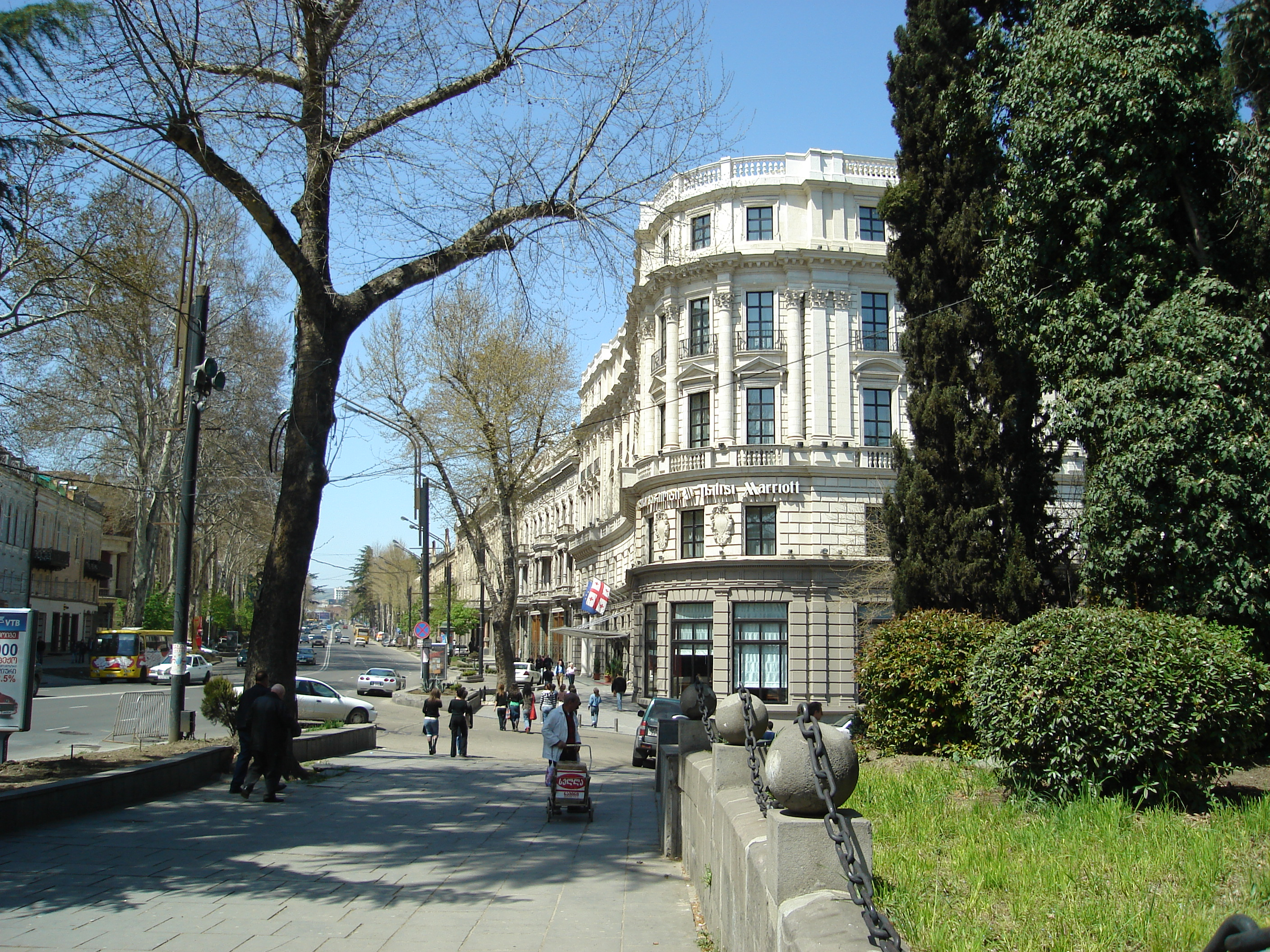
L'hôtel Marriott, à Tbilissi.

Les régions de Tbilissi et de Batoumi concentrent plus de la moitié de la capacité hôtelière de la Géorgie et le nombre de lits a évolué entre 2015 et 2018 de la manière suivante:
| Régions                               | 2015   | 2017   | 2018   |
| ------------------------------------- | ------ | ------ | ------ |
| Tbilissi                              | 13 218 | 17 956 | 21 144 |
| Adjarie                               | 11 293 | 12 126 | 26 019 |
| Samtskhé-Djavakhétie                  | 7 860  | 9 750  | 10 250 |
| Mtskheta-Mtianeti                     | 2 887  | 5 290  | 5 261  |
| Mingrélie-et-Haute-Svanétie           | 2 759  | 5 227  | 7 446  |
| Iméréthie                             | 4 145  | 4 954  | 5 358  |
| Gourie                                | 2 998  | 4 564  | 4 652  |
| Kakhétie                              | 4 349  | 3 614  | 4 099  |
| Ratcha-Letchkhoumie et Basse Svanétie | 1 138  | 1 423  | 1 458  |
| Basse Kartlie                         | 539    | 554    | 562    |
| Kartlie intérieure                    | 218    | 485    | 523    |

## Économie du tourisme
Le tourisme international est en croissance rapide. En 2015, cette activité employait 158 500 personnes, fournissant des revenus de 1,94 milliard de dollars, soit 8,3 % de plus qu’en 2014. En 2018, elle représentait 3,2 milliards de dollars.
Les dépenses des visiteurs étrangers ont eu un impact déterminant sur la balance des paiements, et environ 61,4 % des revenus de l'exportation de services de la Géorgie proviennent du tourisme.
- Compagnies aériennes publiques : Air Georgia, qui a fusionné pour devenir Georgian Airways en 2004,
- Compagnies aériennes privées : Georgian Airways, Georgian International Airlines, Fly Georgia.

## Infos pratiques

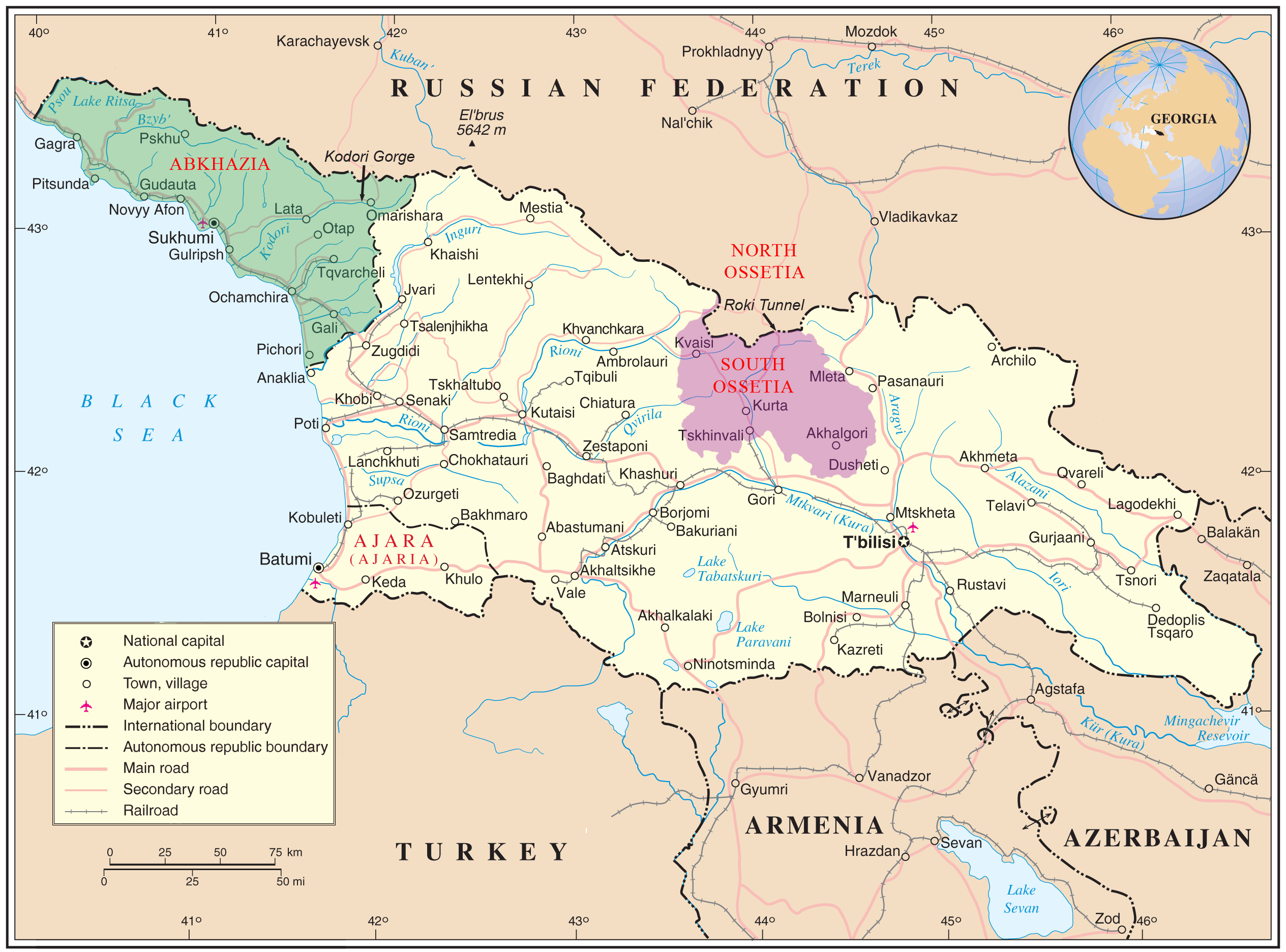
Carte de la Géorgie, y compris les territoires qui ne sont plus contrôlés par le gouvernement géorgien

### Visa d'entrée
Pour les séjours de moins de 12 mois, les personnes ayant la nationalité d’un État membre de l’Union européenne peuvent voyager avec une pièce d'identité  (passeport ou carte d’identité nationale) en cours de validité : elles sont exemptées de visa.

### Guides francophones
La plupart des guides géorgiens proposent leurs services en anglais, ou en russe, peu d’entre eux parlent français : l’Association des guides de Géorgie mentionnait sur son site, en 2016, 5 guides sur 123 pratiquant la langue française.
Parallèlement à l’emploi de ces guides, les agences géorgiennes font appel à du personnel francophone pour les groupes francophones. De leur côté, les voyagistes français utilisent souvent les services d’accompagnateurs français — au départ de Paris —  qui connaissent la Géorgie et assurent la liaison avec le personnel géorgien.

### Conseils aux voyageurs
Le ministère français des Affaires étrangères donne plusieurs conseils aux ressortissants français voyageant en Géorgie, en matière de sécurité (ne pas se rendre en Abkhazie et en Ossétie du Sud), d'entrée de médicaments, de risque sismique et d'expédition en montagne.

## Liste de sites culturels et patrimoniaux par région

### Tbilissi

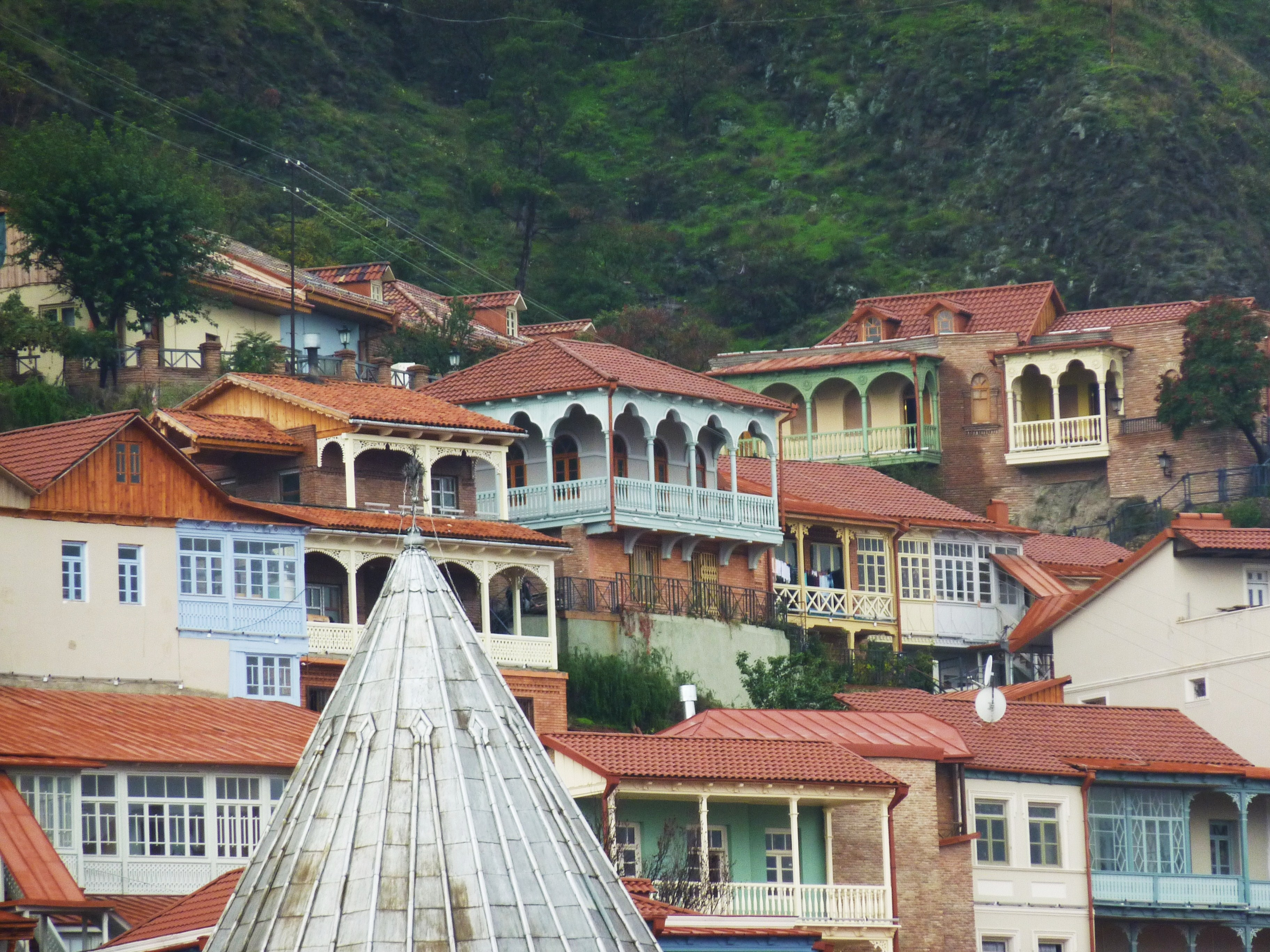
Des balcons de bois, dans la vieille ville de Tbilissi

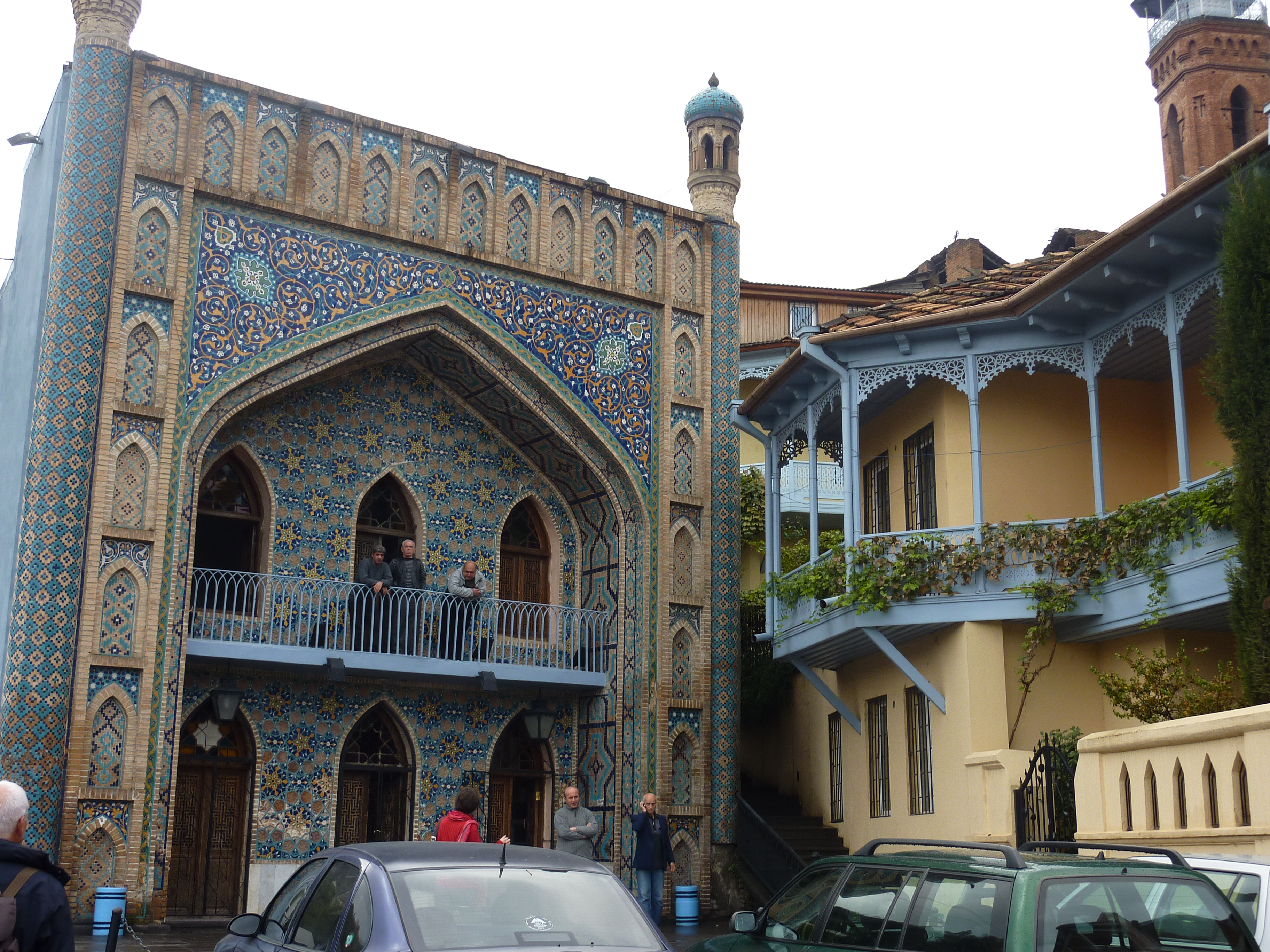
Les bains Orbeliani à Tbilissi

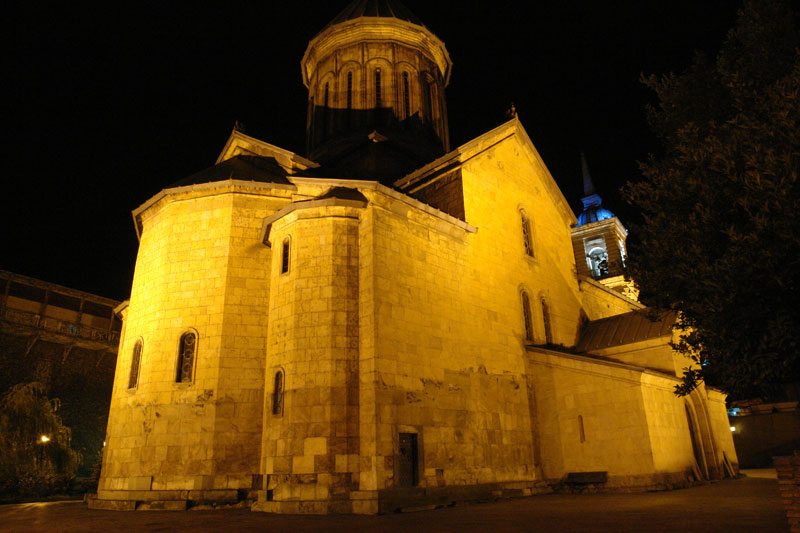
La cathédrale de Sion à Tbilissi

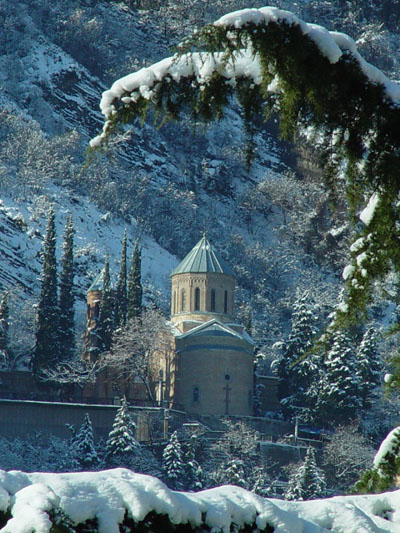
Le panthéon de Mtastsminda à Tbilissi

Tbilissi, sur le fleuve Mtkvari en langue géorgienne (Koura en langue russe) reste l'attrait premier ainsi que la porte d'entrée principale pour les touristes en Géorgie.
- Les lieux les plus visités sont
  - Dzveli Kalaki (Vieux Tbilissi (en)), à l'intérieur de murailles, surtout rive droite, avec une architecture traditionnelle en bois (constructions et balcons)[44],
  - Kvémo Kalaki (Ville basse), ancien quartier cosmopolite, de Méidan (près du pont Métékhi) à la place du Pain et à la place Goudiachvili,
  - Zémo Kalaki (Ville haute, plus au nord), ancien quartier royal et géorgien, place et rue Irakli II,
  - Sololaki, extension (XIXe siècle), sur l'emplacement des anciens jardins royaux, quartier de villégiature,
  - Kldisoubani, ou Bétlémis Oubani, sous la forteresse, rue Orpiri,
  - Abanotoubani, quartier des bains, sources d'eau chaude sulfureuse,
  - Forteresse Narikala par le funiculaire (ou non), puis l'église Saint-Nicolas, la colline de Sololaki,
  - Métékhi, rive gauche de la Koura/Mtkvari, par le pont Métékhi : place de l'Europe, chapelle Saint-Dodo, église perchée de Métékhi, église du prophète Saint-David,
  - Avlabari, rive gauche, ancien quartier arménien Havlabar,
  - Roustavéli : Roustavélis moedani ou Shota Rustaveli, avenue de prestige, rive droite,
  - entre Tavisouplébis Moédani (Place de la Liberté) ou Place Centrale, Place des Héros et Place de la Révolution des Roses,
  - Mtatsminda, montagne sacrée, de Saint David, au nord de Roustavéli (rue du 9 avril), en s'éloignant de la rivière Mtkvari, rive droite, accessible surtout par funiculaire (réhabilité en 2012), et où l'on trouve notamment le parc Mtatsminda et le panthéon de Mtatsminda ;
  - Véra, rive droite, à l'ouest de Roustavéli, au sud de la Place des Héros :
  - Vaké, rive droite, à l'ouest de Véra :
  - Mardjanichvili, anciennement Plekhanov, rive gauche de la Koura/Mtkvari, ancien quartier russe :
  - Sabourtalo, quartier soviétique 1950-1980, outre Véra, rive droite, au nord de Véra et Vaké,
- ainsi que d'autres quartiers :
  - nord-ouest : Nadzaladévi, Elektrodépo, Didoubé (gare routière centrale), Chiguréti, musée automobile, Gmargele, Gouramichvili, Daradjichvili, Akhmétis Téatri,
  - sud-est, rive gauche, après Avlabari : 300 Aragvéli, Issani, Samgori (seconde gare routière), Varkétli, aéroport, autoroutes 5 et 9,
  - sud-est, rive droite, après Sololaki et Abanotoubani : Ortatchala (gare routière),
  - sud-ouest, rive droite, après Polytechnouki : Saméditsino, Délissi, Vaja Pchavéla, Université (prolongation du métro),
  - nord-ouest, rive droite : Lac Lissi,
  - nord-est, rive gauche, avec métro en construction : Vazisdoubani,
  - nord et nord-est, rive droite : Gidani, Lac de Tbilissi ou Réservoir, Parc national de Tbilissi.

### Mtskheta-Mtianeti
Au nord de Tbilissi :

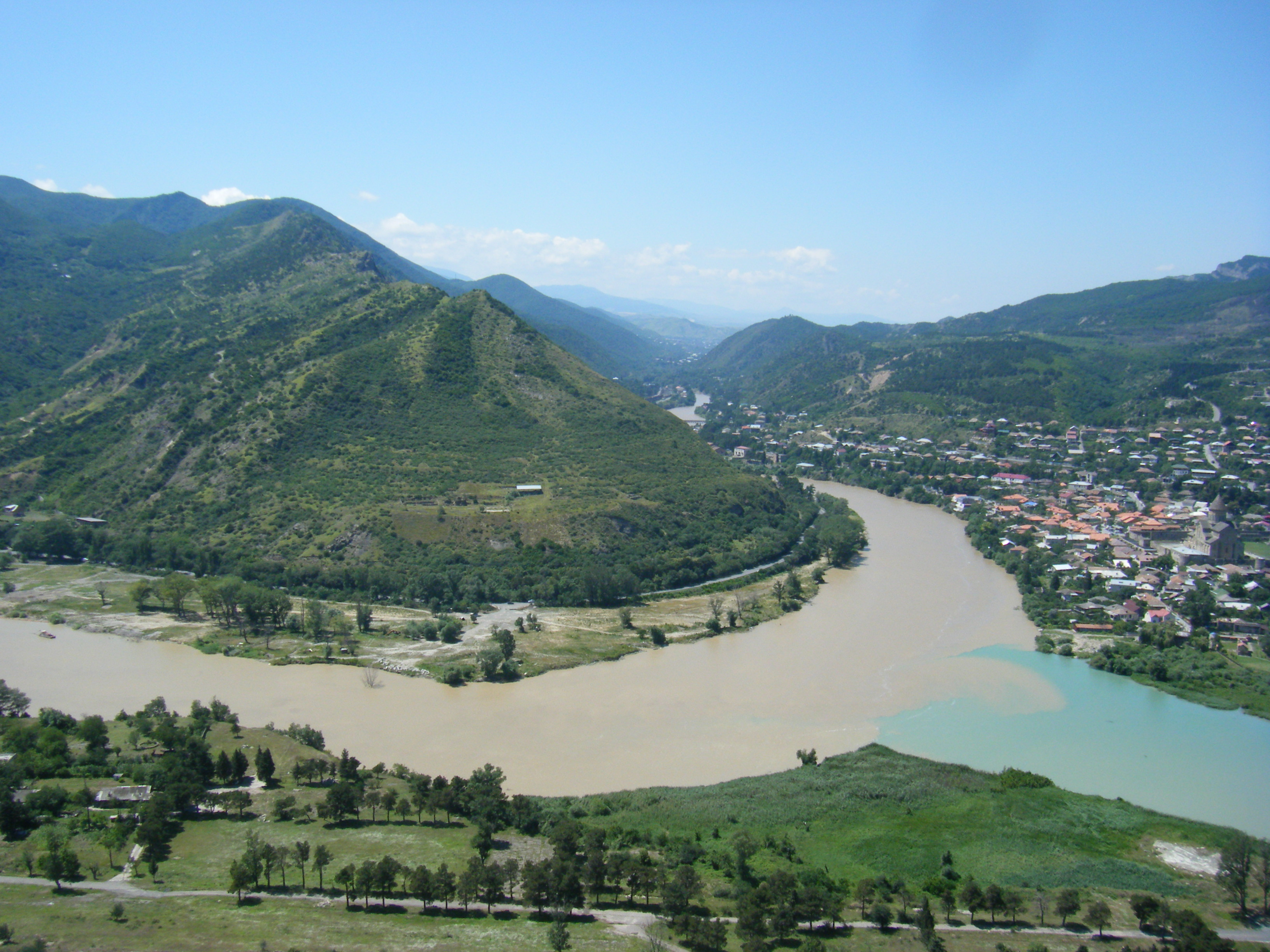
Mtskheta, berceau du christianisme en Géorgie

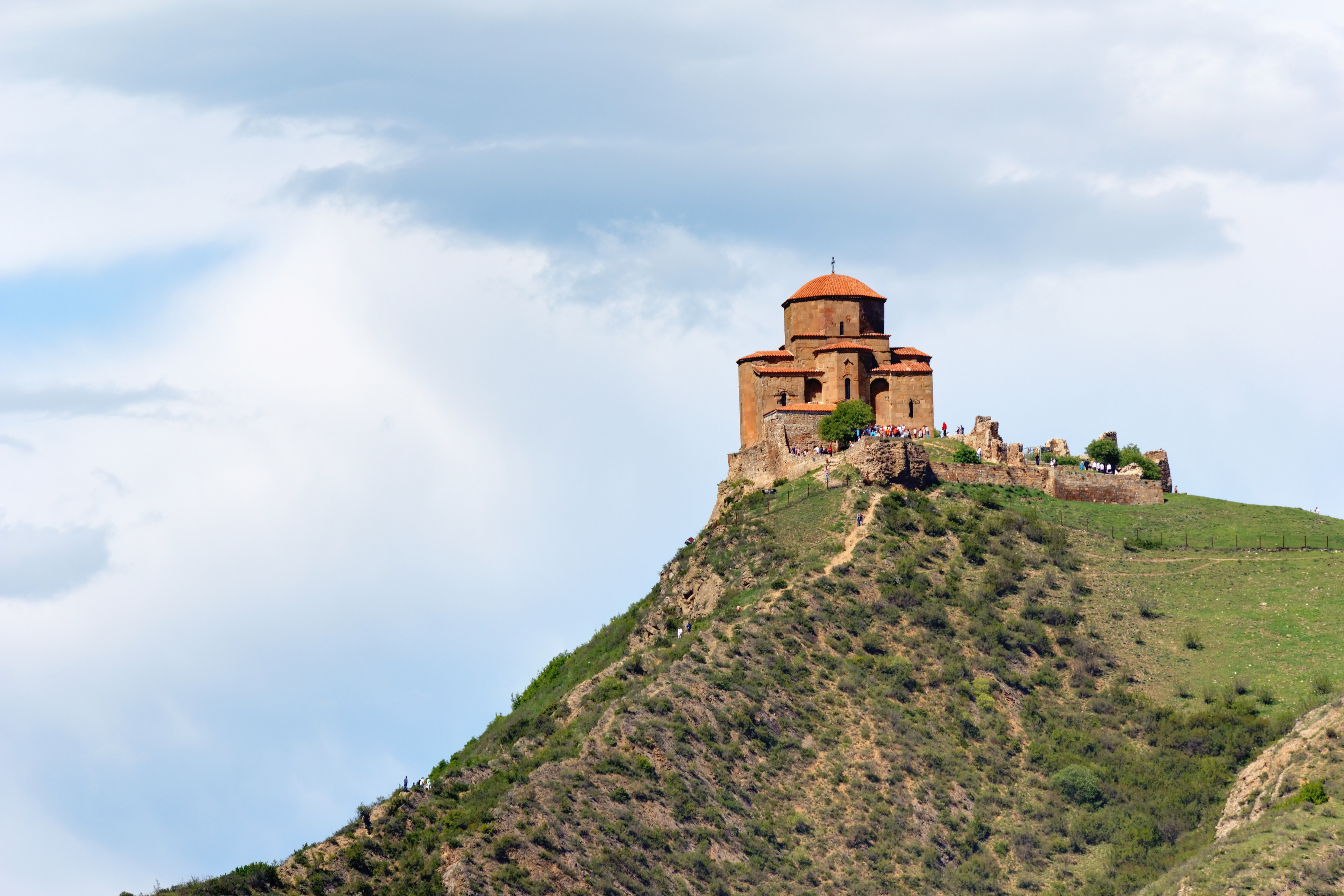
Le monastère de Djvari, à Mtskheta

- Mtskheta[45], à 25 km et 40 minutes de Tbilissi[46], en danger (de 2009 à 2016),
  - depuis 2014, pour le Catholicossat-Patriarcat de toute la Géorgie : Ville Sainte,
  - monastère de Djvari (VIe siècle)[47],
  - monastère de Chio-Mgvime (grotte)[48],
  - Svétitskhovéli : Cathédrale de Svétitskhovéli (du XIe siècle)[49],
  - église d'Antioche,
  - monastère de Samtavro (IVe siècle, reconstruit au XIe siècle)[50],
  - restes d'un palais royal (Ier – IIIe siècles),
  - musée archéologique, institut d'archéologie,
  - forteresse de Bebris Tsikhe (XIVe siècle),
  - forteresse Armaztsikhe (du IIIe siècle av. J.-C.), acropole d'Armaztsikhe (IXe siècle), ruines de la citadelle d'Armazi (Armazistsikhe),
  - Monastère de Zedazeni[51],
  - jardin de Mikhaïl Mamoulachvili,
  - Réserve de Sagouramo,
- via Tchoporti et Jinvali :
  - Doucheti[52] :  Lac Bazaleti et complexe touristique, à 50-60 km et 60-70 minutes de Tbilissi,
  - église de l'Assomption et église Gvtaeba d'Ananouri[53] et les deux forteresses[54],
  - route militaire géorgienne, vallée de l'Aragvi, Passanaouri,
  - vallée de l'Aragvi pchave : Magharoskari, Korsha, Barissakho, Rochka, Goudani,
  - Ksani, rivière, ville et forteresse,
  - Chatili[55],
  - vallée de la Ksani : Lagvisi, Balaani, Akhalgori, en sécession, inaccessible aux touristes (zone de conflit contrôlée par la Mission d'observation de l'Union européenne en Géorgie),
- nord : Réserve Kazbegi,
  - Kazbegui, Stephantsminda, église de  la Sainte-Trinité (Tsminda Saméba) de Guerguétie[56],
- Pchavie et Khevsourétie[57], (tout comme la Touchétie voisine), tout au nord, reliefs montagneux, accès difficile pendant six mois, sauf aux sportifs : Omalo, Dartlo, Chénako, Diklo, Kvavlo, Parsma, Mutso[58],
- est : vallée de l'Iori, lac de Sioni, Tianeti, de l'ancienne région de Ertso-Tianeti,

### Kartlie intérieure (Chida Kartli)

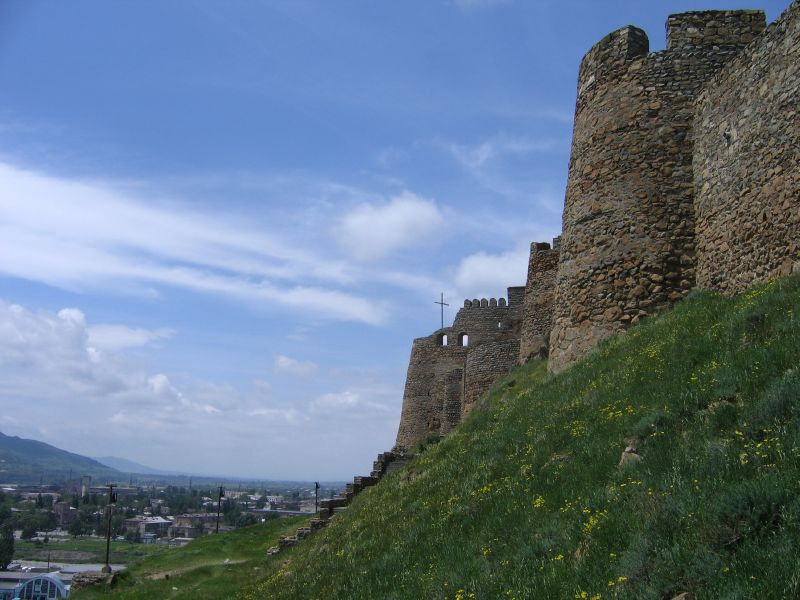
La forteresse de Gori.

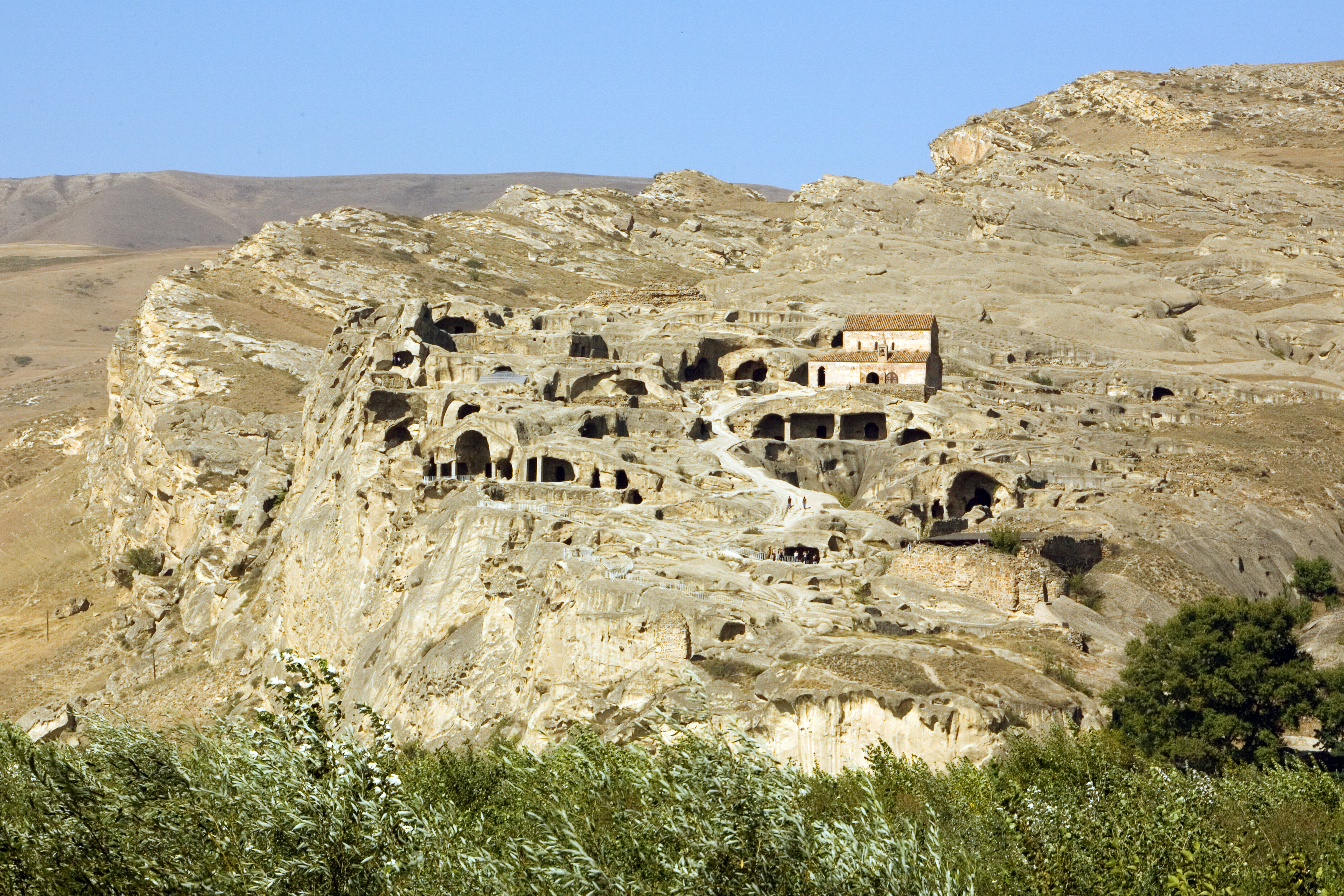
Vue générale d'Ouplitsikhé

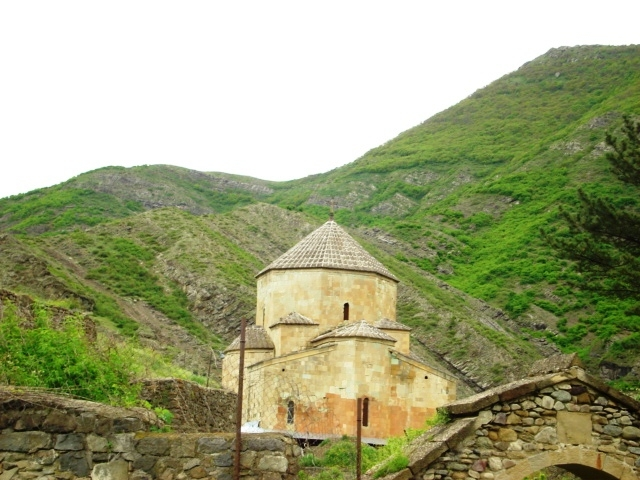
L'église Sioni d'Atenis

Au nord-ouest de Tbilissi, à la frontière russe ou en zone ossète :
- Igoétie : cathédrale de Samtavissi,
- Bolnissi, Église de Tsoughroughachéni
- Kaspi, vallée de la Koura (ou Mt'kvari)
  - Métékhi, Akhalkalaki-Garikhoula,
  - nord : Moukhrani, Ksovrisi, Samtavisi (forteresse, église), Nigoza (forteresse, église),
  - sud : Tsikhe-agora, Akhalkalak, Kholve,
    - vallée de la Tedzami : Eratsminda, Ikvi (église), pont de Rkoni, monastère de Rkoni, pont d'Atenis,
- Région de Karéli
  - Gori[59] et sa forteresse, à 90 km et 80 minutes de Tbilissi, musée Staline, musée de la Grande Guerre Patriotique,
    - Église Sioni d'Ateni, Patara Ateni, vallée du Tana,
    - Ouplistsikhé (est)[60], ancienne ville troglodytique,
    - Gori Djvari (Croix de Gori), et son église sur son pic,
- vallée de la Dzama[61] (en 4x4), vallée du Pankissi,
  - monastère de Khintsivi, Themlovani (église), Tsromi (église),
- Sourami, et sa forteresse, à 140 km et 2 heures de route de Tbilissi,
- Ourbnissi, ancienne ville troglodytique, et sa basilique, avec à proximité la cathédrale de la Divinité à Ruisi ou Rioussi,
  - forteresse d'Ortoubani, monastère, églises,
  - Khachouri
  - sud-ouest (vers Bordjomi), Kvishkhetii, Akhaldaba (forteresse), Nedsvi (église),
  - Parc national de Bordjomi-Kharagaouli
- Tskhinvali et Djava, en sécession, inaccessibles aux touristes (zone de conflit contrôlée par la Mission d'observation de l'Union européenne en Géorgie),
  - Nikosi, Ninia (Dzha), Remulto,
  - Eredvi (église), Ksouisi (église), Vanati (église, forteresse), Beloti (église), Teladjini (forteresse),
  - Ltsa, Bredza, Znauri, Kvemo Dzaghina, Kornisi,
  - Didi-Medzvrichkhevi, Biyeti (église), Ikorta (église), Biyeti (église), Bikari (église).

### Basse Kartlie (Kvemo Kartli)
Au sud et sud-ouest de Tbilissi :

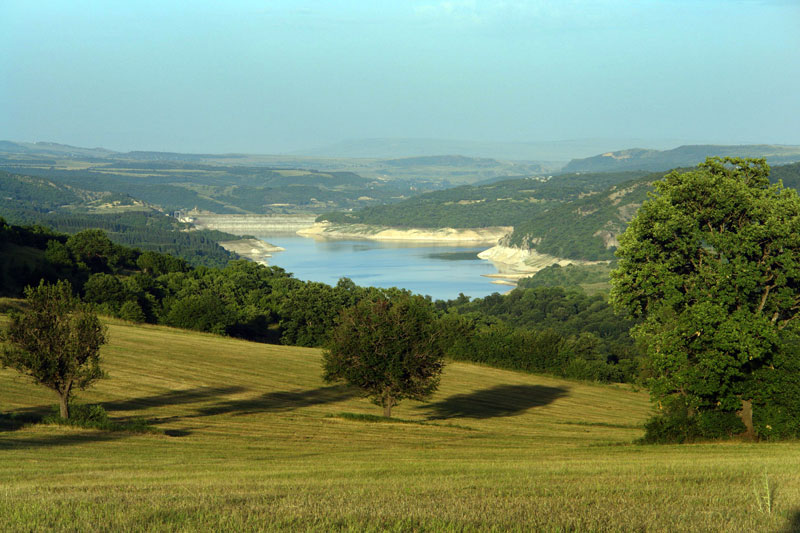
Le parc national d'Algueti

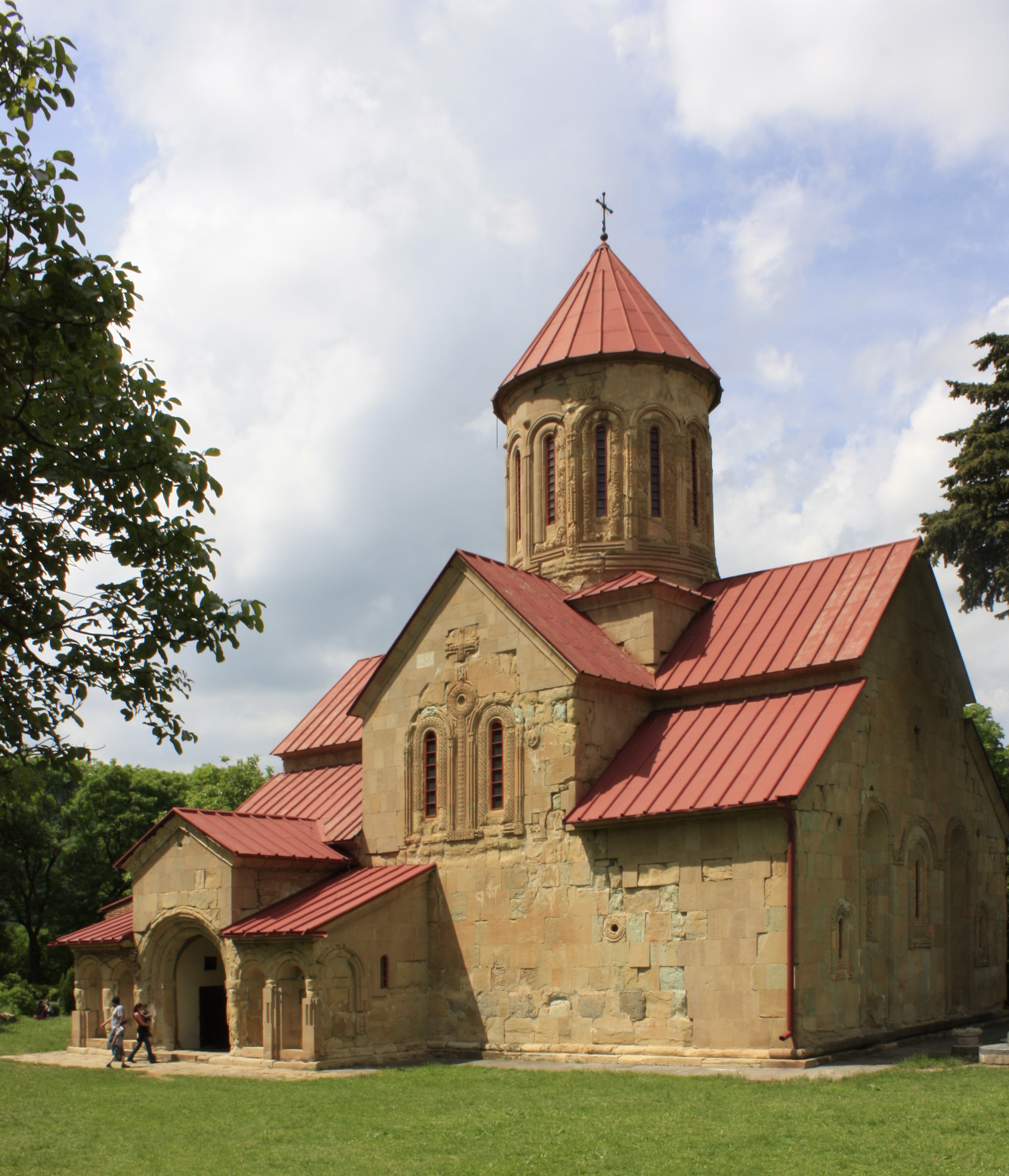
L'église de la Nativité au monastère de Béthanie

- Tskhneti (forteresse), 15 km à l'ouest et au sud-ouest de Tbilissi,
  - Akhaldaba (église),
  - Monastère de Béthanie,
  - Forteresse de Kodjori (Kodjoris Tsikhé),
- Manglissi (église), plein ouest, vallée de l'Algeti, Parc national d'Algeti,
  - Tetritskaro, ruines du village antique de Samchvildé, monastère de Pitareti,
  - Tsalka, relocation svane et adjare, refuge au XIXe siècle grec et arménien, église de Trougrougachéni,
    - Bechtacheni, Achkala, Gumbati, Kuchtchl, monastère de Rkoni, Cjicshavi, Bediani, Trialeti, Gomareti,
- Marneouli, vallée de la Chrami,
  - Bolnissi, architecture allemande en vieille ville, et, à 5 km au sud, église ancienne du Sion de Bolnissi[62],
  - Machavera, Balitchi,
  - Dmanissi, et à 20 km, ruines du site encaissé d'agglomération médiévale, occupé par des piétistes souabes (Luxembourg, Katharinenfeld), basilique[63],
  - sud : Katchagani, Choulaveri,
  - sud : Opreti (forteresse), et monastères de Khorakert et Khuchap sur l'autre versant,
- Roustavi, et sa grande plaine, à 25 km au sud-est de Tbilissi, 
  - Gardabani, ancienne Kayarasi, ancienne forteresse ruinée de Qaratepe, Goudarekhi,
    - Martkopi, monastère de Martkopi-Ghvtaeba, à 20 km de Tbilissi, site archéologique de la vallée de l'Oulevari, kourganes
- Krasnii Most (frontière azérie),
- Kodjani.

### Kakhétie

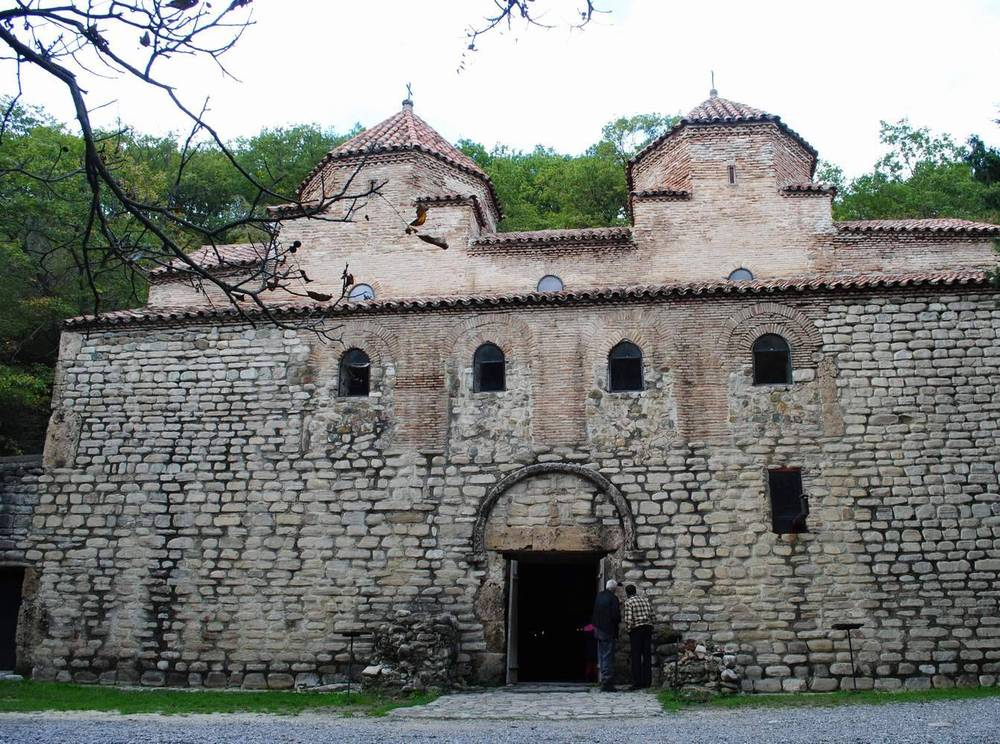
L'église Kvelatsminda à Gourdjaani

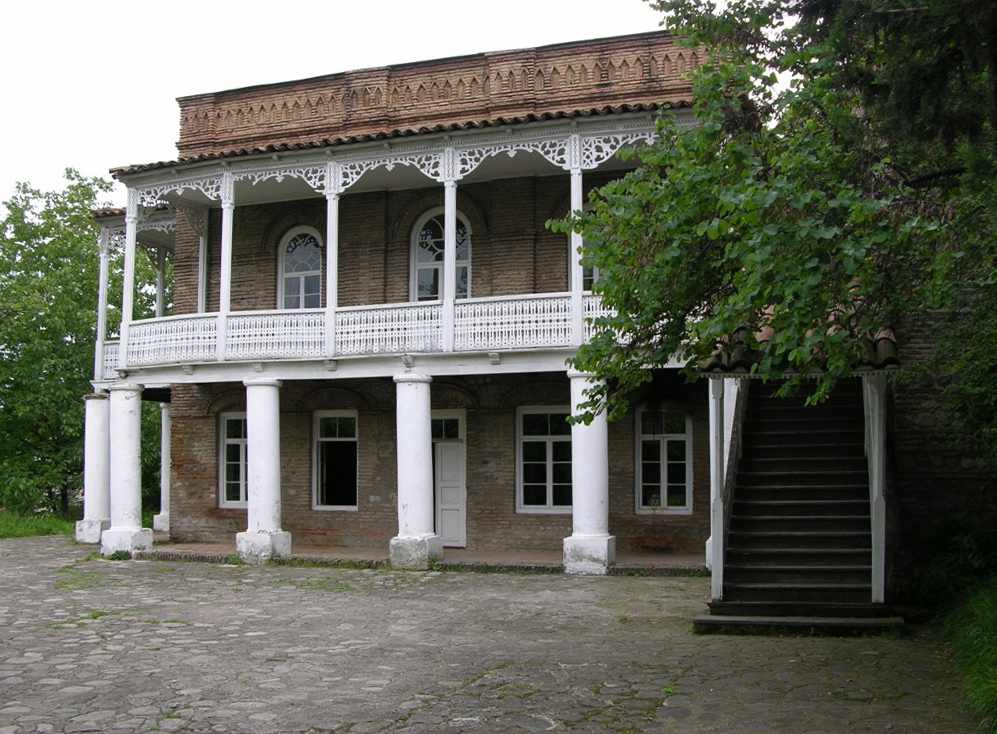
Le musée Nato Vachnadze

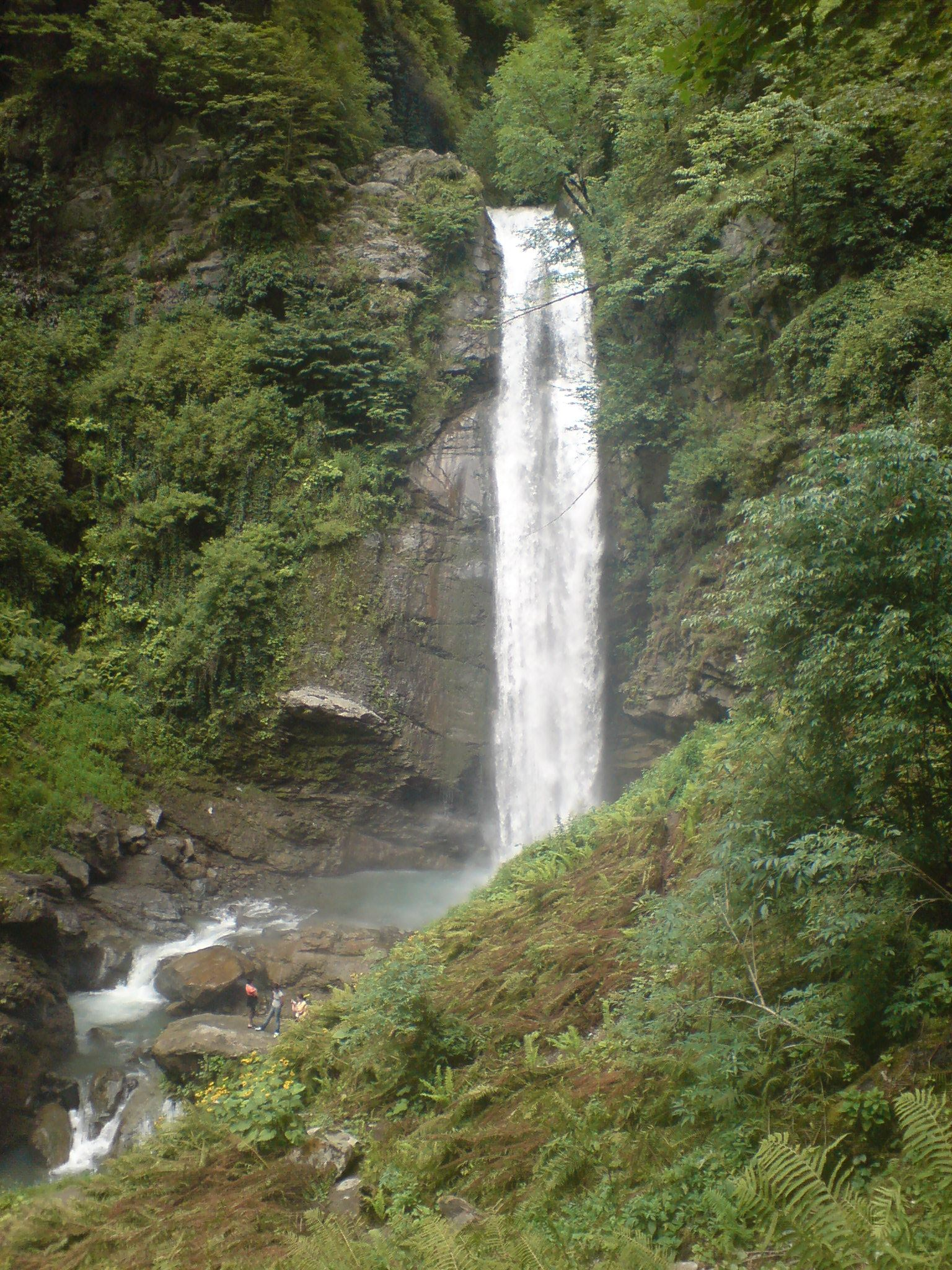
Les zones protégées de Lagodekhi

Le lac de Lagodekhi

À l'est de Tbilissi, aux frontières russe (Tchétchénie et Daghestan) ou azérie :
- Touchétie (tout comme Pchavie et Khévsourétie), tout au nord, peu accessible, sans doute préservée :
  - Omalo, Dochu, Indurta,
  - Dartlo[64],[65], Kvavlo, Chesho, Parsma, Girevi, Chontio
- Garé-Kakhétie, ou avant-Kakhétie, steppes semi-arides,
  - Khashmi, église Saint-Georges, forteresses de Chekhila, et de Bochorma,
  - Oudjarma, ruines de forteresse[66],
  - églises de Katsaretis Sameba, Lapiantkhevi, Ninotsminda,
  - Ninotsminda, église arménienne,
  - Sagaredjo, église Saints-Pierre-et-Paul, à 50 km et 1 heure de route de Tbilissi,
    - sud : monastère de David Garedja, troglodytique[67],[68], 70 km au sud-est de Tbilissi, à la frontière azérie : 
      - Lavra-Oudabno (Saint-Nicolas, église de la Transfiguration, tombes de David, Dodo, Loukiané),
      - Monastère de Saint-Jean Baptiste,
      - monastère de Bertubani (en Azerbaïdjan),

  - forteresses de Takhliduri et Didi Chailuri,
  - plaine de Shiraki,
  - Mianvi, village,
  - Monts Gobori,
- Vallée de l'Alazani, rive droite :
  - double monastère de Chouamta Entre-Monts[69],
  - Telavi, ville, palais d'Irakli II (Batonis Tsikhé)[70], caves vinicoles, à 100 km et 2 heures de route de Tbilissi,
  - nord-ouest 
    - Ikalto, monastère, église d'Akhali-Shuamta,
    - Akhshani, Kistauri,
    - Akhmeta, basilique de Ghwtaeba(ღვთაება), demeure du moine Anton Martqopeli, forteresse de Kvetera, églises de Matani et Tskhrakara,
    - monastère d'Alaverdi, cathédrale Saint-Georges[69],
    - Matani, Chartala,
    - vers Tianeti

  - sud-est
    - Tsinandali, palais des princes Tchvtchavadzé, musée[71],[72], entreprises vinicoles,
    - Busheti,
    - Gourdjaani[73], église, musée,
    - Khvelatsminda, église de la Dormition[74], Kolaki,
    - église de Sahatsminda,
    - Sighnaghi, les pleurs du faisan,
    - monastère de Bodbe, village de Kédéli, monastère Sainte-Nino[69], pèlerinage,
    - Tsnori, kourgane (tumulus),
- Vallée de l'Alazani, rive gauche (du nord-ouest au sud-est) :
  - Pshaveli, Saniore (église),
  - vignobles de Jughaani, Saniore, Napareuli,
  - église de Ghitismshobeli,
  - Grémi, citadelle, église fortifiée, puis Intsoba (forteresse),
  - monastère de Nekressi, près de Shilda,
  - Kvareli, forteresse, maison-musée, lac, vins Kindzmaraouli,
  - église d'Akhalsopeli,
  - église de Ghvtismshbeli,
  - Endzeba (église),
  - Leliani (église),
  - Parc National de Lagodekhi,
- Sud (Kizziki), lieu de diverses relégations au cours de l'histoire,
  - Signagi, petite ville de l'ancienne Héréthie[75], murailles, musée d'histoire et d'ethnographie (dont Pirosmani), église Saint-Georges, église Saint-Stéphane,
  - Karagadzhi, Dédoplistkharo, lieu d'éloignement svane et khevsoure, ruines de la forteresse de Khornaboudji,
  - Parc national de Vashlovani,
  - Zedazeni, Samtawisi, Tsilkani,

### Iméréthie

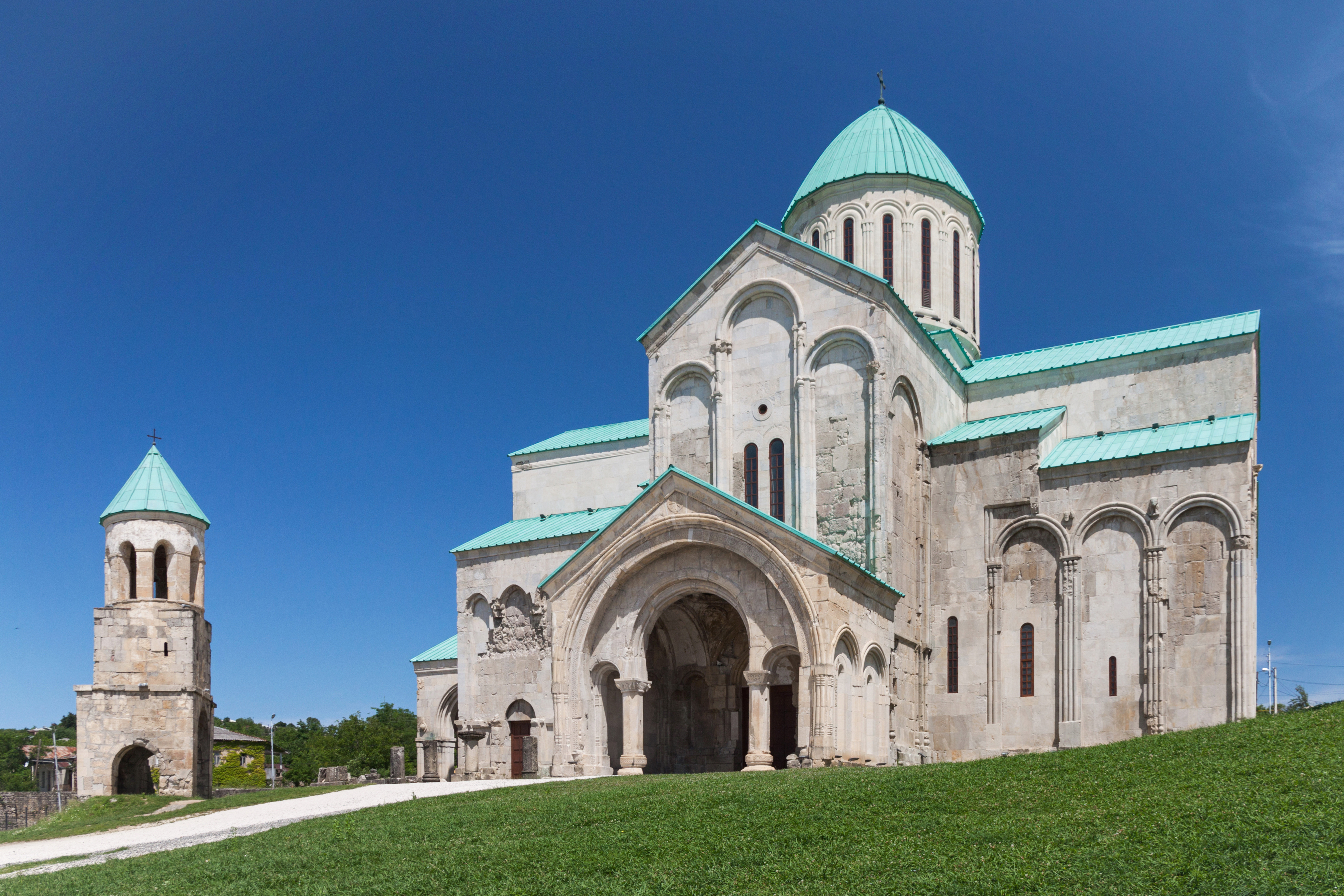
La cathédrale de Bagrat, à Koutaïssi

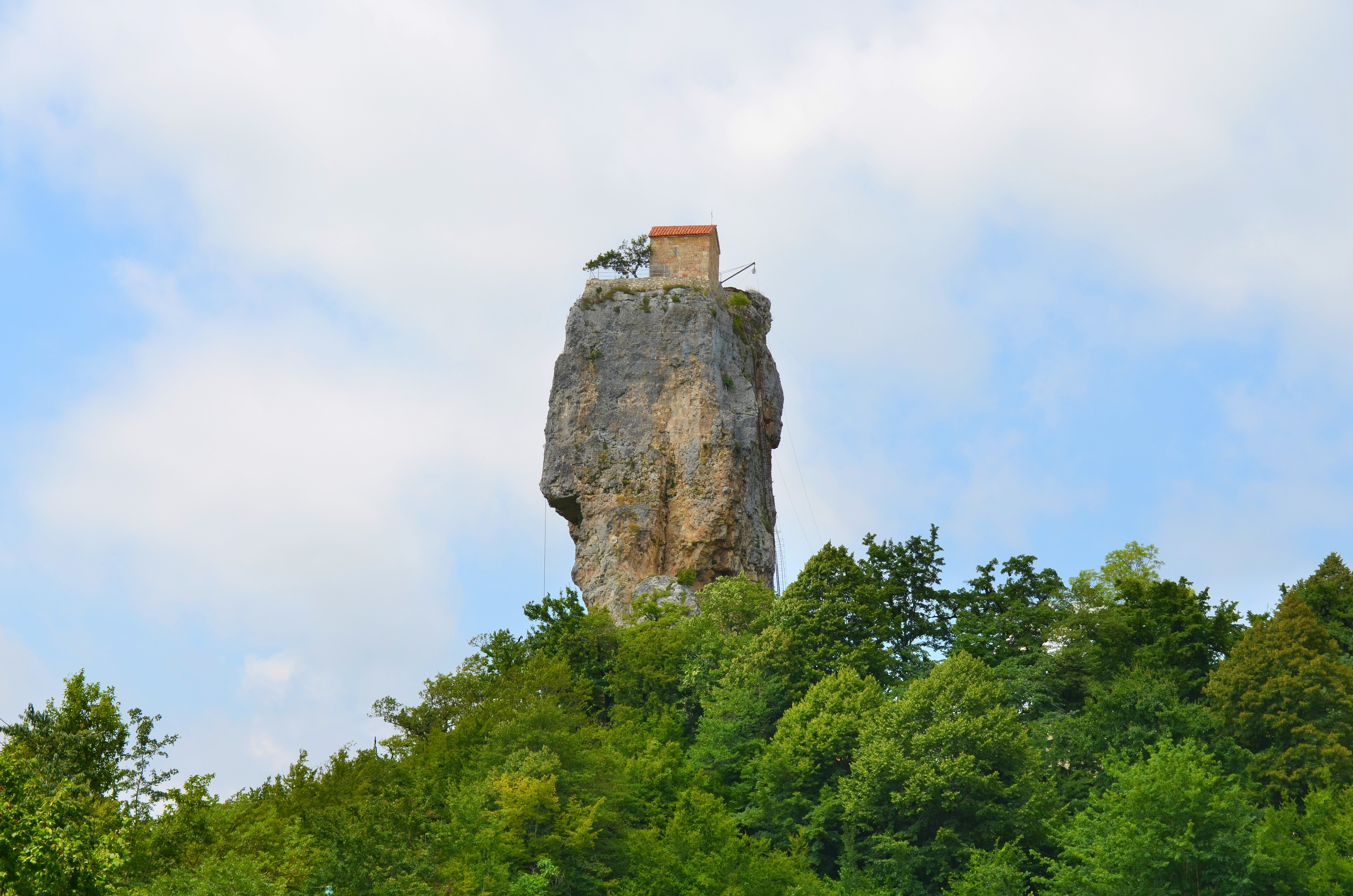
Le piton de Katchkhi

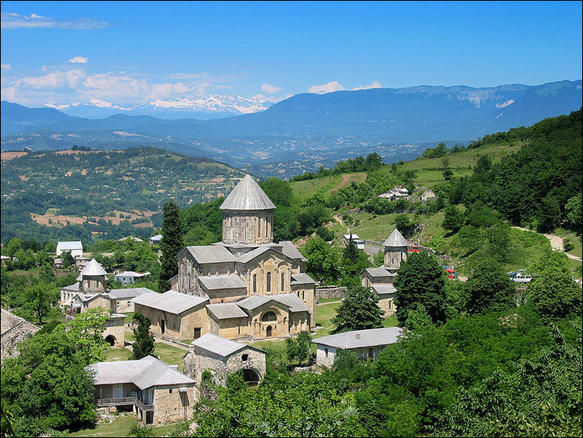
Le monastère de Ghélati

La région occupe la partie occidentale de la Géorgie : 
- Haute-Iréméthie, vallée de la Dziroula, sud,
  - Oubissi, près de Kharagauli, monastère Saint-Georges[76],[77],
  - le piton de Katskhi, abritant un monastère du IXe siècle à plus de 40 mètres de hauteur[78],
  - Baghdati, forteresses, Réserve d'Ajameti,
  - Zestafoni, désindustrialisée, Schorapani, Shorsha, Kharagauli, Sakarikedi, Tabakini, Sakara,
  - Tchiatoura[79], ville minière (manganèse)[80] désindustrialisée, Piton de Katchkhi,
  - le piton de Katchkhi, abritant un monastère du IXe siècle à plus de 40 mètres de hauteur[78],
  - Kharagauli,
  - station thermale de Raime,
    - Sachkhere (forteresse), Savane (église), Cala (église), Katskhi (église), Khreiti (église),
- Tkibouli, Satsire (forteresse),
- Koutaïssi, seconde ville de Géorgie avec un petit aéroport, à 230 km et 3h30 de route de Tbilissi,
  - église Saint-Georges, église anciennement catholique Sainte-Marie, ancien quartier juif,
  - Musée d'histoire d'État de Koutaïssi, musée d'histoire et d'ethnologie,
  - Pavillon d'Or, Panthéon,
  - cathédrale de la Dormition de la Vierge, à Bagrati du XIe siècle, retirée de la liste Unesco,
  - monastère de Motsaméta[81], et église rupestre des Quarante martyrs (XIe – XIIIe siècles) qui contient comme à Ghélati, une fresque représentant la Croix portée par les anges ou Ascension de la Croix[82].
  - monastère de Ghélati[77] du XIIe siècle,
  - ruines du palais royal de Guégouti
  - ancienne station thermale de Tskaltoubo, nord-ouest de Koutaïssi, grotte de Prométhée (Kumistavi),
  - Réserve naturelle de Sataplia[83],[84], Grottes de Sataplia,
  - Khoni, nord-ouest,
    - monastère de Martvili, complexe de Martvili (en Mingrélie),
    - église de Matkhoji, canyon de Gordi,
- Samtredia (sud-ouest), Didi Opeti, Makaduli, Dikashkho, Sulari,
  - ancienne station thermale de Soulori, vallée du Rioni, maison-musée de Galaktion Tabidzé,
  - églises : Gochaijikhaisni, Martsma,
  - site archéologique de Vani, métropole antique, musée archéologique, églises (Opshkviti, Cadidi, Dikhashkhro), forteresse (Suicri),

### Samtskhé-Djavakhétie (Samtskhe-Javakheti)

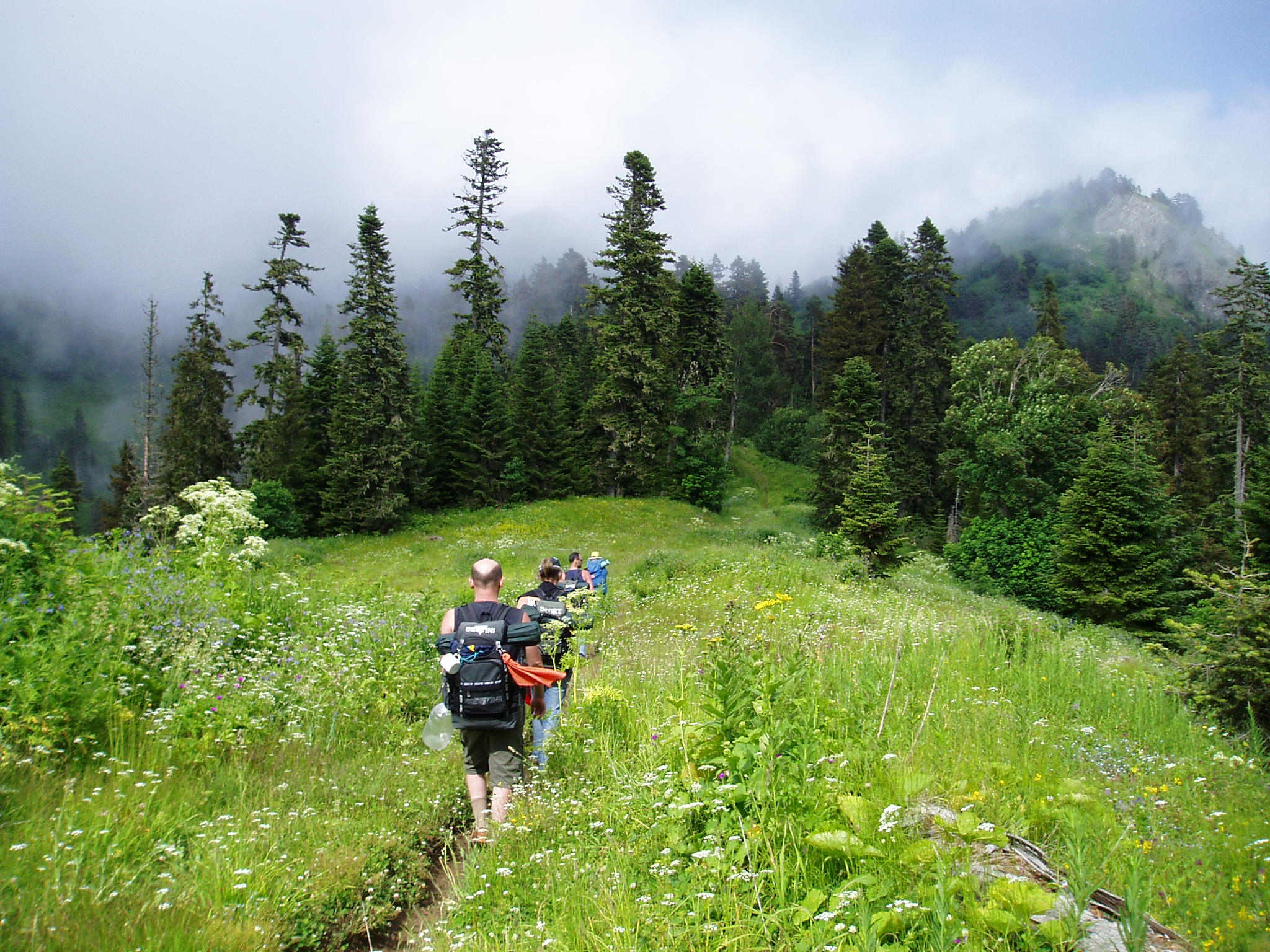
Le parc national de Bordjomi-Kharagaouli

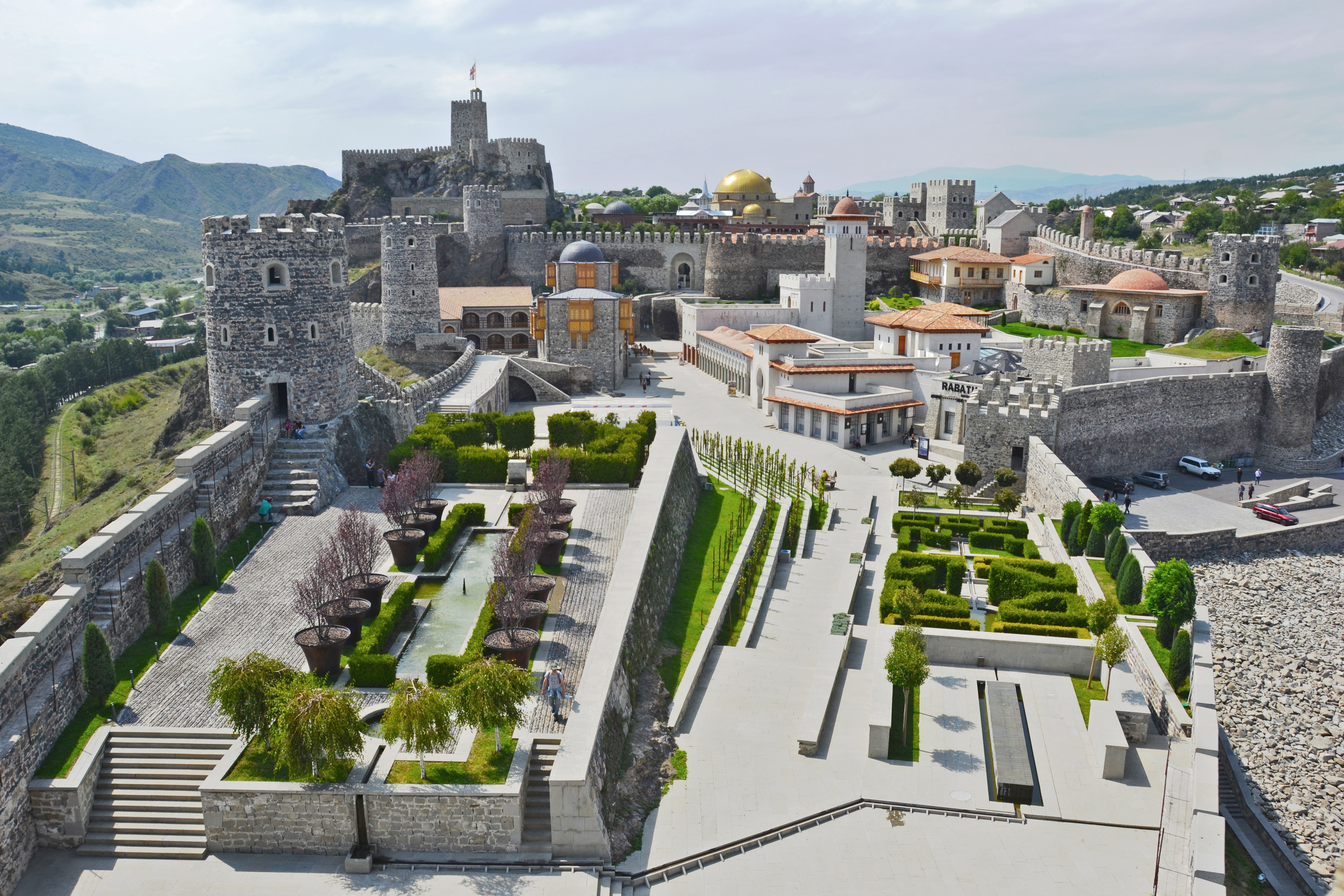
La forteresse de Rabati à Akhlatsikhé

La région est frontalière de l'Arménie :
- Samtskhé ou Meskhétie
  - Parc national de Bordjomi-Kharagaouli, gorges, thermes, sanatoriums, forteresse de Petres Tsikhlé,
  - Akhaltsikhé, vieille ville, forteresse de Rabati (en)[85],
  - Kartikami, Abuli, Kaurma, Dzhigrasheni,
  - gorge de Bordjomi (en), Bordjomi, Palais Romanov (en) à Likani, Monastère de Timotessoubani, Parc national de Bordjomi-Kharagaouli,
  - Vale (en),
  - monastère de Sapara[86]
  - sud-ouest : Vale, monastère de Zarzma,
  - monastère de Chavnabada,
  - station de cure d'Abastoumani, observatoire national d'astrophysique,
  - Adigeni
  - forteresse d'Atskhouri[87],
- Djavakhétie, toute terre arable est cultivée (produits naturels, dont miel), le reste servant de pâture (bovins, ovins), routes détériorées (camions, gel),
  - Akhalkalaki,
  - plateau de Djavakhétie, lacs,
  - canyon de la Haute-Koura, possibilités de canoé-kayak,
  - forteresse de Khèrtvissi[88],
  - forteresses mégalithiques de Saro[89]
  - Aspindza, forteresse de Tmogvi (en)[90], Olaverdi,
  - barrage en construction pour réguler le cours de la Koura, déjà ponctionnée en Turquie,
  - Vardzia, site troglodytique, église de l'Assomption, Nakalakevi, Kumurdo,
  - Vanis Kvabebi, monastère troglodytique médiéval,
  - Ninotsminda, ruines de la forteresse d'Abouli[91],
  - nord : Aragya (église), Baraleti (église), Tabatskuri,
- Trialeti ou ancienne province de Tori (en).

### Gourie

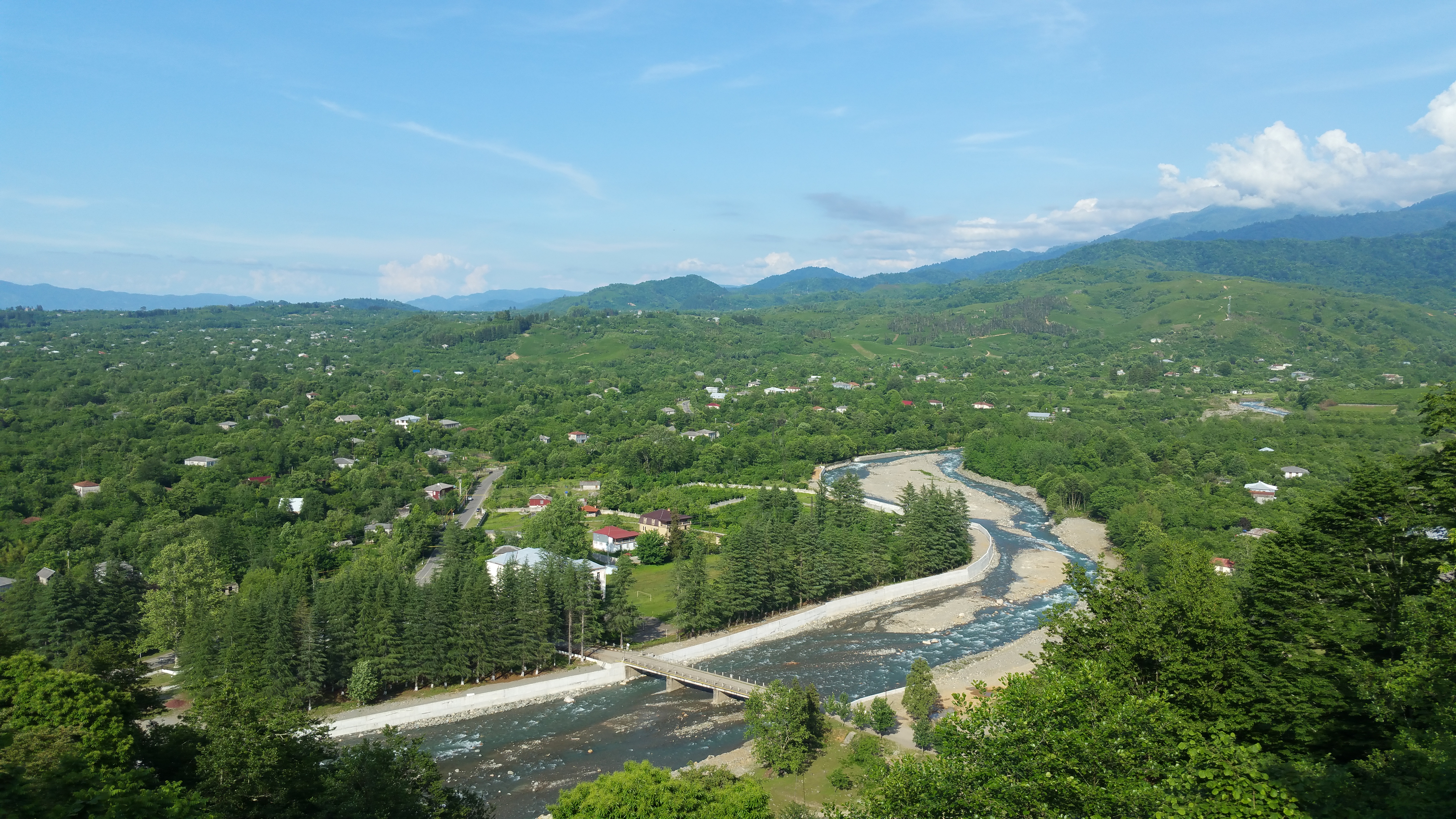
Le village de Shemoqmedi

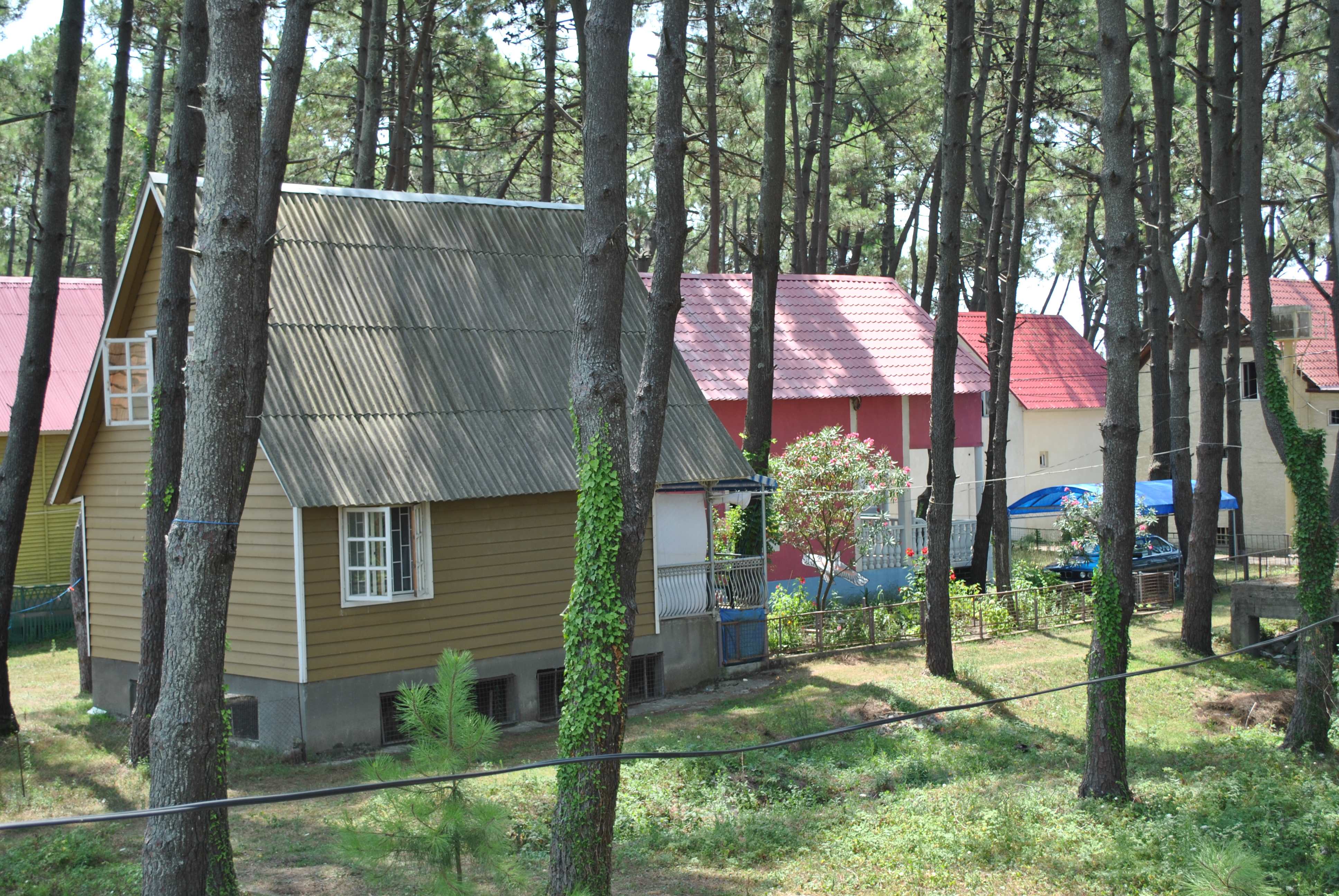
Le village de Grigoleti

La région de Gourie (environ 2 000 km2) donne sur la Mer Noire
- ouest : Ureki (plages),
- nord-ouest : Kolkheti National Park,
- nord : Lantchkhouti, musée ethnographique, églises, monastère Okona, Jurukveti, Lashishghele, Atsana,
- nord-est (en direction de Samtredia) : Tolebi (forteresse), Makaduli, églises : Bagili, Atsana, Jikheti, Matskhovari,
- est : Tchokhataouri,
  - vallée de la Supsa : forteresse Tamari, Nabeghlavi, sources d'eau thermale, Shua Surebi (forteresse), Zemo Surebi
  - vallée de la Gubazeuli : Khidistavi, musée-maison de Nodar Doumbadzé, églises, forteresses (Askana), Khevi, 
    - Bakhmaro[92],[93],
- sud-ouest : Ozourguéti, capitale, à 320 km et 5 h. de route de Tbilissi, Makharadze à l'époque soviétique, musée historique, Gurianta,
  - Méria, Tkhinvali,
  - vallée de la Natanebi : Vakijvari,
  - vallée de l'Achistskali : Likhauri (forteresse), Niabauri, Achi, vers Skura et la Réserve de Kobuleti,
  - le Monastère de Shemokmedi a produit au Xe siècle, un reliquaire émaillé conservé aujourd'hui au Musée des Beaux-Arts de Tbilissi[94].
  - Likhauri (église),

### Ratcha-Letchkhoumie et Basse Svanétie (Racha-Lechkhumi et Kvemo-Kartli)

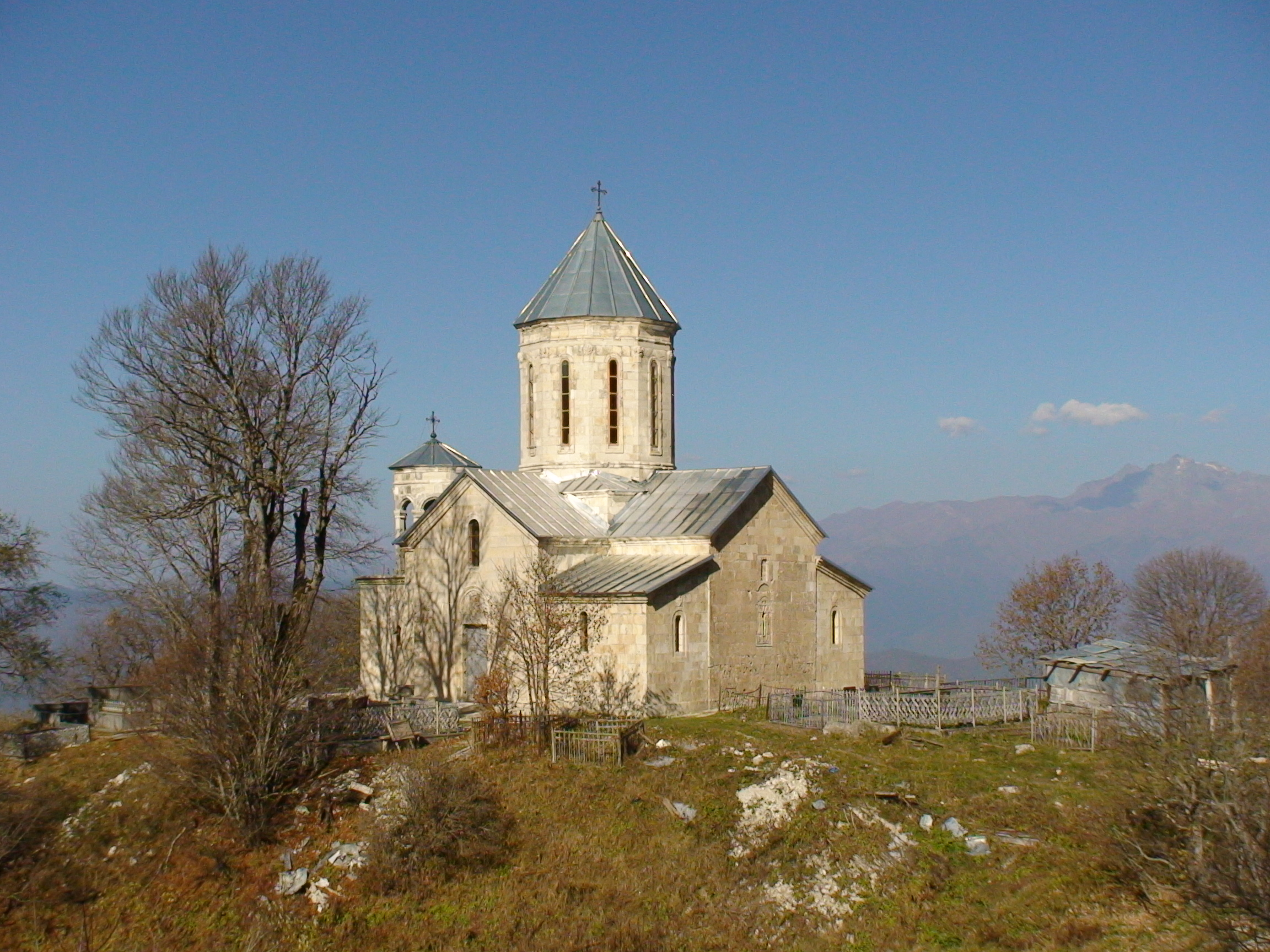
Cathédrale Saint-Georges de Mravaldzali.

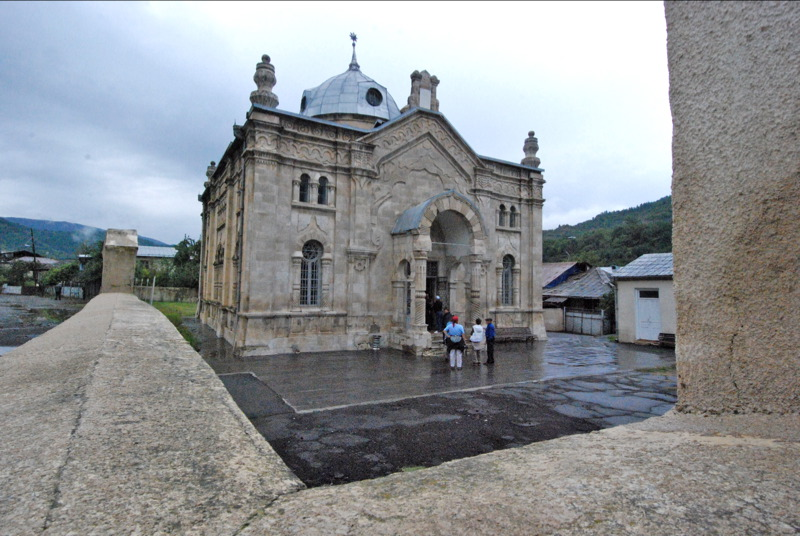
Synagogue d’Oni

La région de Ratcha-Letchkhoumie et Basse Svanétie (4 600 km2, sauf zones annexées) est une région de haute montagne, avec au  nord une frontière avec la république de Kabardino-Balkarie et l'Ossétie du Nord-Alanie :
- ancienne province de Ratcha
  - Ambrolaouri, restes de palais royal, musée des Beaux-Arts d'Ambrolaouri, théâtre
    - église Saint-Georges de Mravaldzali du XIe siècle, remaniée en 1894[Note 2],
    - monastère de la Mère-de-Dieu de Tchélichi du XIe siècle, dans les gorges de la rivière Charéoula[Note 3],
    - est : Barakoni, église de la Mère-de-Dieu de Barakoni du XVIIIe siècle, au village de Tsési, non loin d’Ambrolaouri[Note 4], route vers Oni,
    - sud : Shua-Krikhi, Khotevi, cathédrale Saint-Nicolas de Nikortsminda[95] du XIe siècle, à coupole, sculptures extérieures en façade, sculptures intérieures et fresques des XVIe et XVIIe siècles,
    - église et forteresse de Khotévi, dans un village du XIe siècle, sur la route reliant l’Iméréthie à la Basse Ratcha, à rôle commercial ancien important

  - Oni
    - synagogue d'Oni, édifiée en huit mois au cours de l’année 1895[Note 5],[96],
    - ouest : Shardometi,
    - nord : Utsera, Chiora, Ghebi,
    - est : Kvaisi, route vers Remulto (Ossétie du sud),
- ancienne province de Letchkhoumie
  - Tsagueri, Orbeli, Lailashi, Bambuas Khar, Nakuraleshi, Kveda Aghvi,
- Basse Svanétie (Kvemo Svaneti), 
  - Lentekhi, ancien fief des Dadiani, Dzhakhunderi[97], musée ethnographique,
    - vallée de la Kheledula : Tsanashi, Khasheshi, Bavari, Tskhumaldi,
    - vallée de la Tskhenistskali (aval) : Mazasi, Khopuri, Kvedreshi, Rtskhmeluri, vers Tsageri,

  - vallée de la Tskhenistshikli (amont) : Sakdari, Mutsal, Mami, Sasashi, Zhakhunderi, Kheria, Mele, Margvishi, 
    - puis, par le col de Zagar (2 623 m.), Mestia, Aéroport Reine Tamar de Mestia, en Haute-Svanétie,
- station climatique de Chovi, à 1 500 m d’altitude dans un paysage de hauts sommets enneigés, avec seize sources d'eaux minérales et autrefois une quinzaine de sanatoriums.
- station climatique d'Outséra.

### Mingrélie et Haute Svanétie (Samegrelo et Zemo Svaneti)

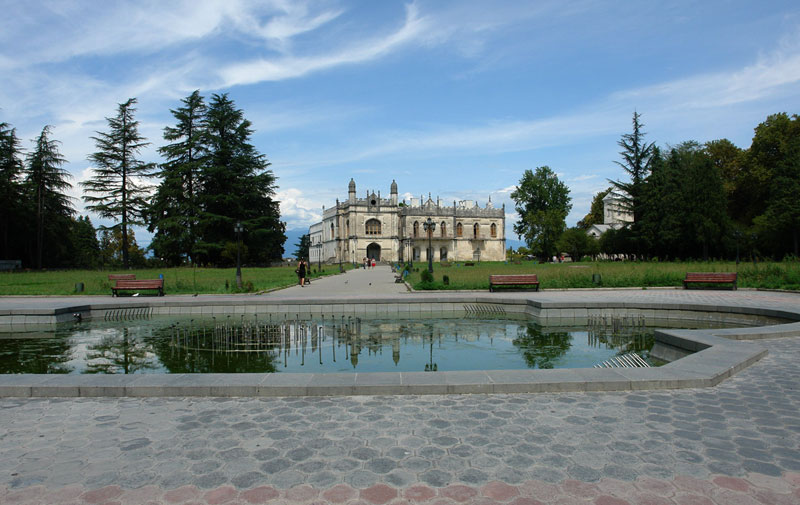
Le palais Dadiani à Zougdidi

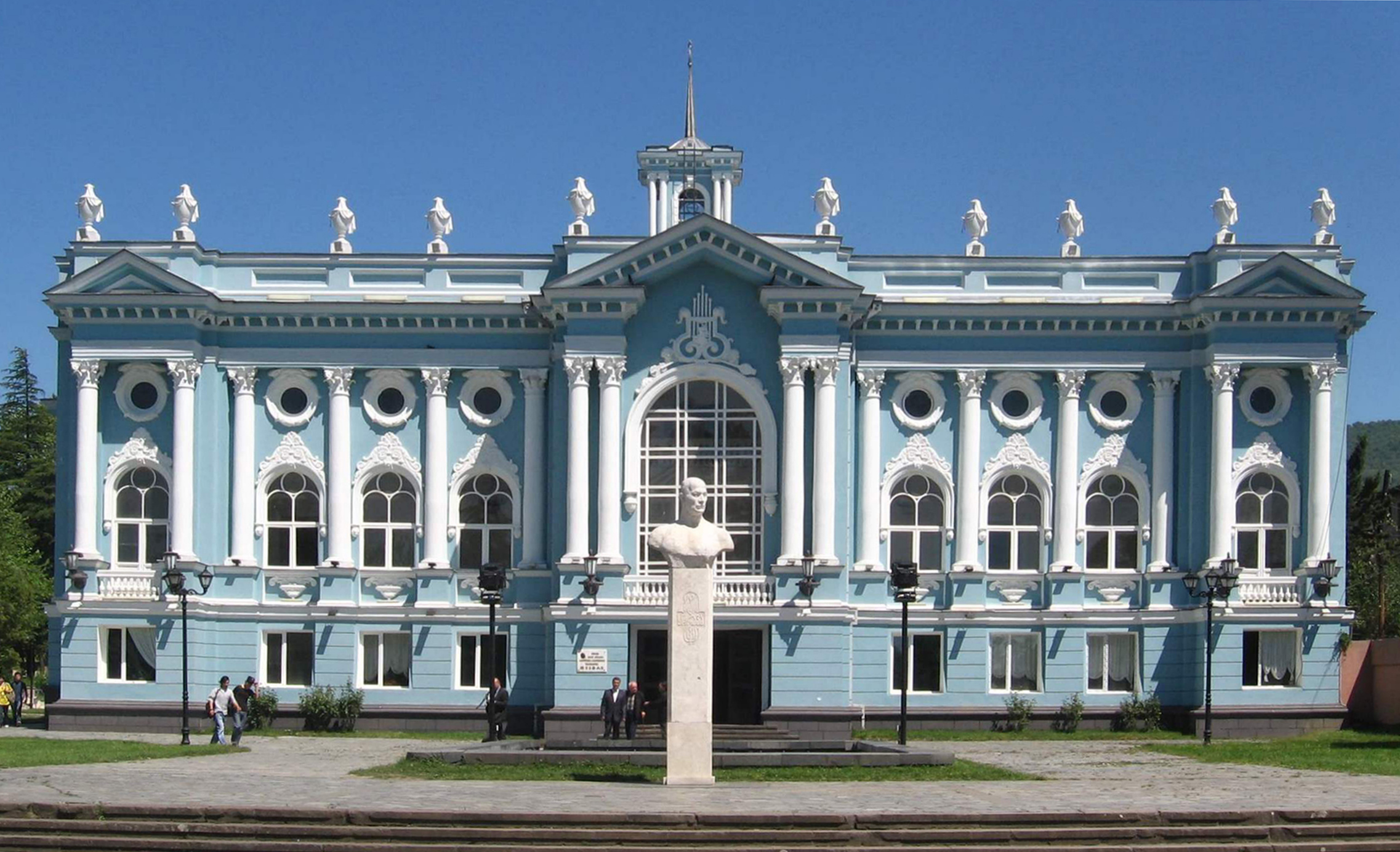
Le théâtre de Senaki

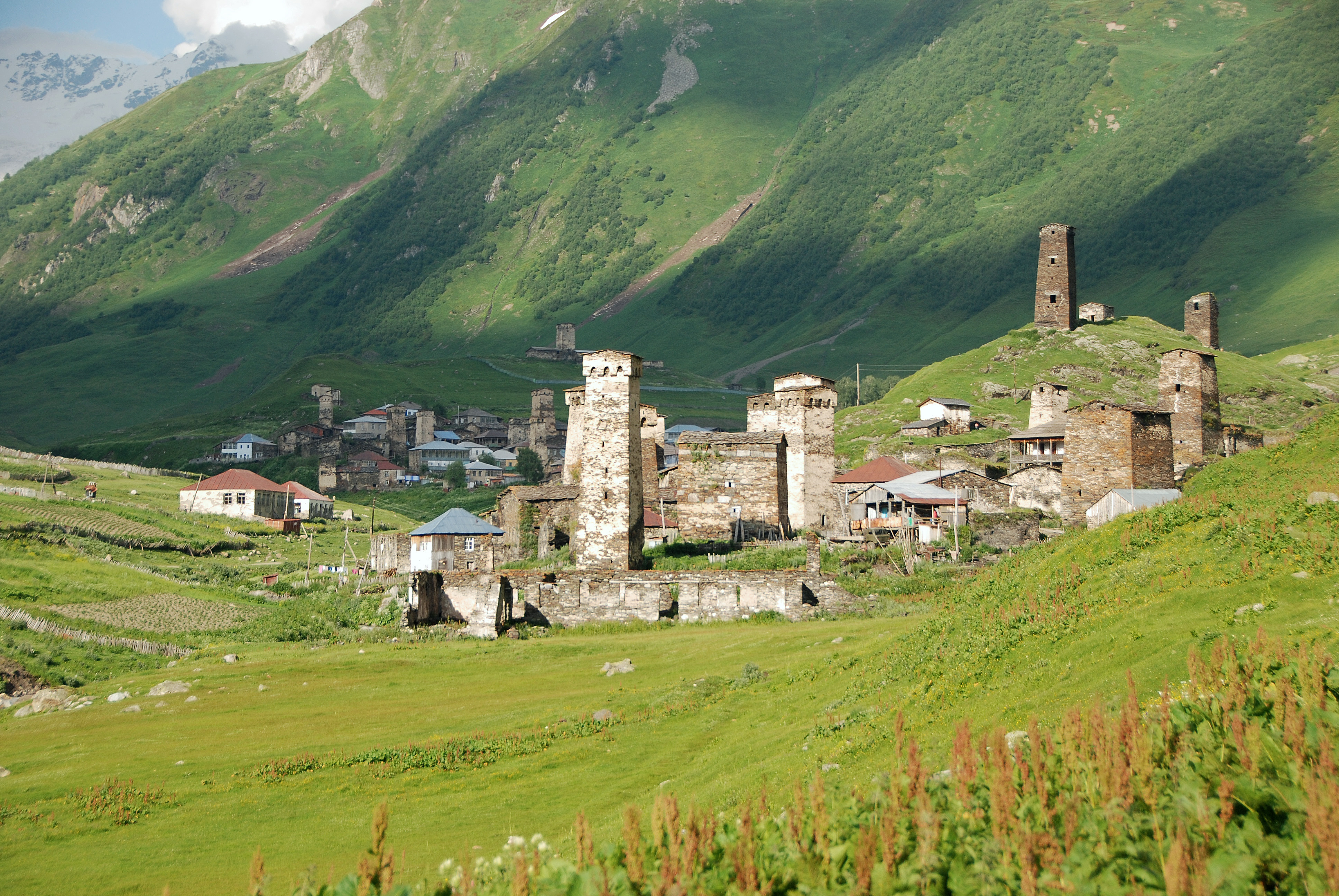
Ouchgouli.

La région, qui a au  nord une frontière avec la république de Kabardino-Balkarie, offre les sites suivants :
- ancienne province de Mingrélie (ou Odishi, ou Samegrelo) :
  - Zougdidi, palais royal, palais Dadiani, musée historique des Dadiani, jardin botanique, commerce du thé, centre de l'ancienne Colchide, à 330 km ou 5 h de route de Tbilissi, Narazeni, Dzveli Khibula,
  - est : Tchkhorotskou, Mukhuri,
  - plein est : Martvili, Salkhino[98] (résidence estivale Dadiani),
  - sud : Senaki (forteresse), Kadari, Abasha, Nokalakevi ou Tsikhegoji (forteresse de Kuji) ou Archeapolis[99], Abacha, Khobi,
  - sud-est : canyon de Martvili[100], monastère de Martvili[101], route vers Khoni,
  - sud-ouest : Poti (port, musée, ville autonome), Kulevi, Anaklia, Lazika[102], projet de ville nouvelle (2012), Parc national de Kolkheti ou Parc national de Colchide / Kolchis National Park (biodiversité du Caucase),
  - nord : Tsalendjikha, cathédrale Saint-Sauveur de Tsalendjikha, Sachino, Lesale, Lia,
- une partie de l'ancienne province de Svanétie[103], 
  - haute vallée de l'Ingouri,
  - canyon de Churubumu[104], chutes, grottes, fontaines,
  - canyon d'Okatsé[105], près de Gordi,
  - lacs de Tobavarchkhili[106],
  - Djvari,
  - Kvaisi[107], Tobari, Kremo Marghi, Kari,
  - Lakhani, Nakra (église), Neki,
  - Pari, Cheliri,
  - Svipi, Ienishi, Becho, Mazeri,
  - Ienishi, Mestia, petit aéroport, musée d'histoire et d'ethnologie,
  - Cholashi, Chvabiani, Adishi, Lagurka, Lalkhori, Uzhguli, Chazhashi, (puis, col Zagar, vers Tsana, Dzakhunderi, puis Lentekhi),
  - Ouchgouli[108], église de la Vierge Marie, vallée du haut Ingouri, Barrage d'Inguri,
  - Latali, village à hautes tours défensives.

### Adjarie

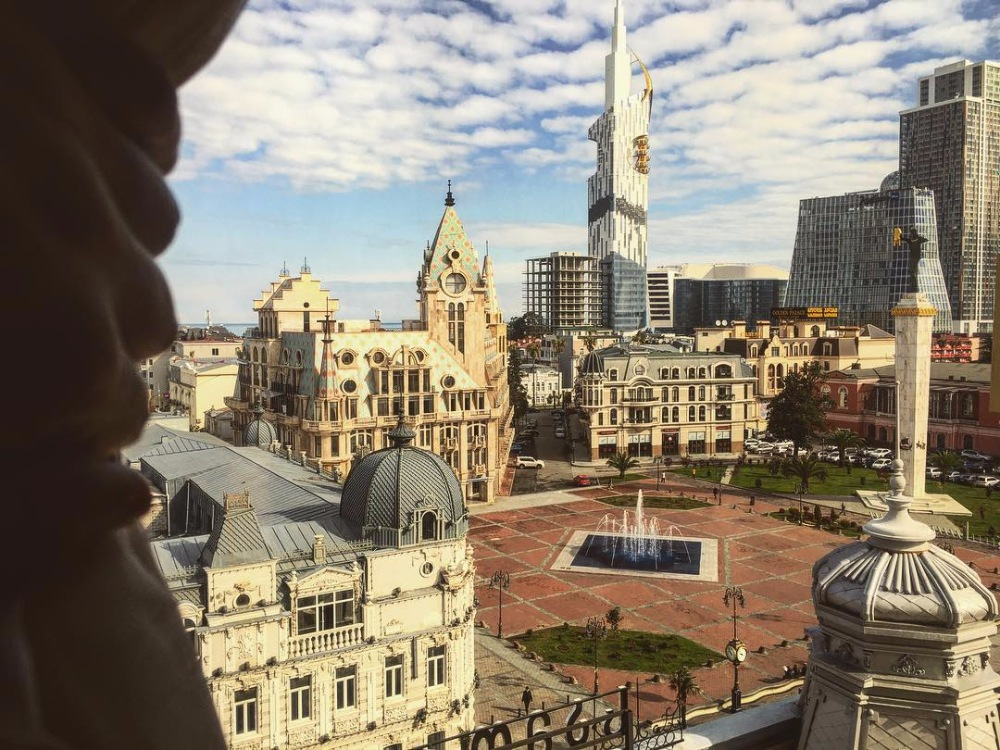
Batoumi

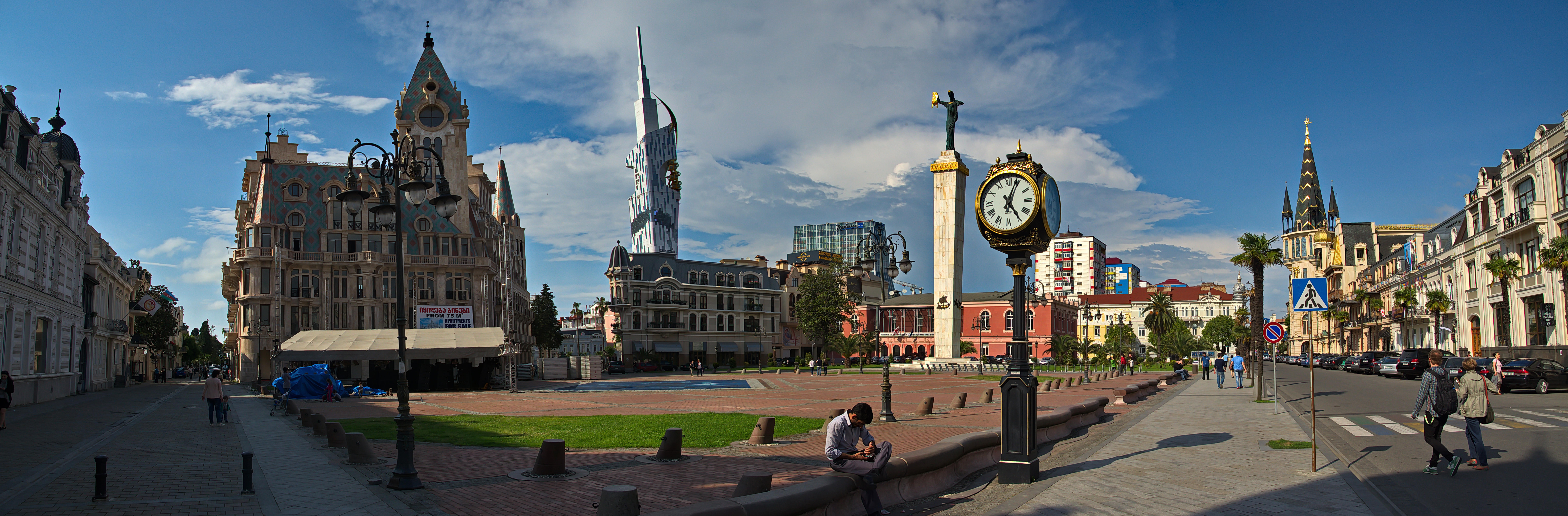
Batoumi

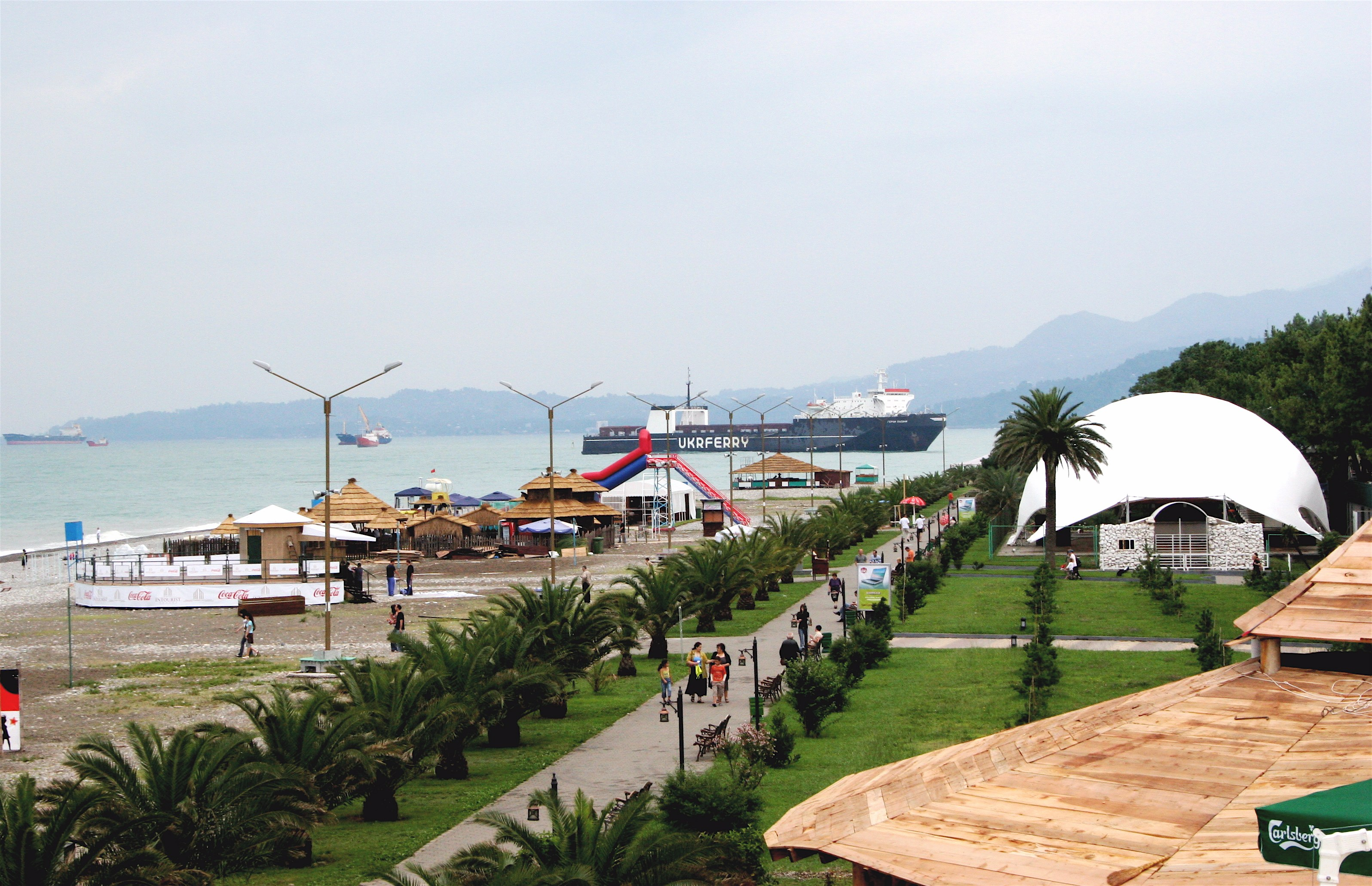
La baie de Batoumi

L'Adjarie (environ 3 000 km2), sous le nom de république autonome d'Adjarie, fait partie de la Géorgie, et offre divers sites intéressants, loin à l'ouest de Tbilissi, à la frontière turque, au bord de la mer Noire :
- Batoumi[109], à près de 400 km et 6 heures de route de Tbilissi,
  - port, aéroport,
  - marché alimentaire,
  - Parc du 6 mai, autour du lac Nurie,
  - Ilia Chavchavadze Batumi State Academic Theatre, Batumi Puppet and Young Spectators Theatre, Fest Batumi,
  - Batumi Circus,
  - The Adjara Kukhianidze Honoured Song and Dance Compahny,
  - Festival de jazz de la Mer Noire, Night Serenades, Festival de musique rock,
  - Festival International de Cinéma, Festival International de Film d'Animation, Festival des films orthodoxes,
  - musées[110] : State Art Museum (1998), Khariton Akhvlediani Adjara State Museum, Batumi Archeology Museum (1988), Brothers Nobel's Technological Museum, Ilia Chacchavadze Museum (2001), Museum of Culture and Education, Religion Museum (2004),
  - deux mosquées, une synagogue, églises (dont Nativité, Barbara, Nicolas, Arménienne grégorienne),
  - Centre d'Art Contemporain,
  - certain futurisme architectural[111],
  - Zemo-Dzhocho,
  - Mtsvane Konshi, jardin botanique du Cap vert (en géorgien მწვანე კონცხი), sur 108 ha : plus de deux mille espèces végétales du monde entier, dont cent-quatre d'origine caucasienne,
- sud : 
  - forteresse de Gonio, d'origine romaine, datant du Ier siècle, de l'antique Apsaros ou Apsaruntos, Gonio-Apsaros Museum-Resreve,
  - Sarpi, plages, vers la frontière turque, ancien Lazistan, pays des Lazes,
- nord :
  - Kobuleti, ancienne Çürüksu, Dagva, Tchakvi ou Chakvi (thermalisme),

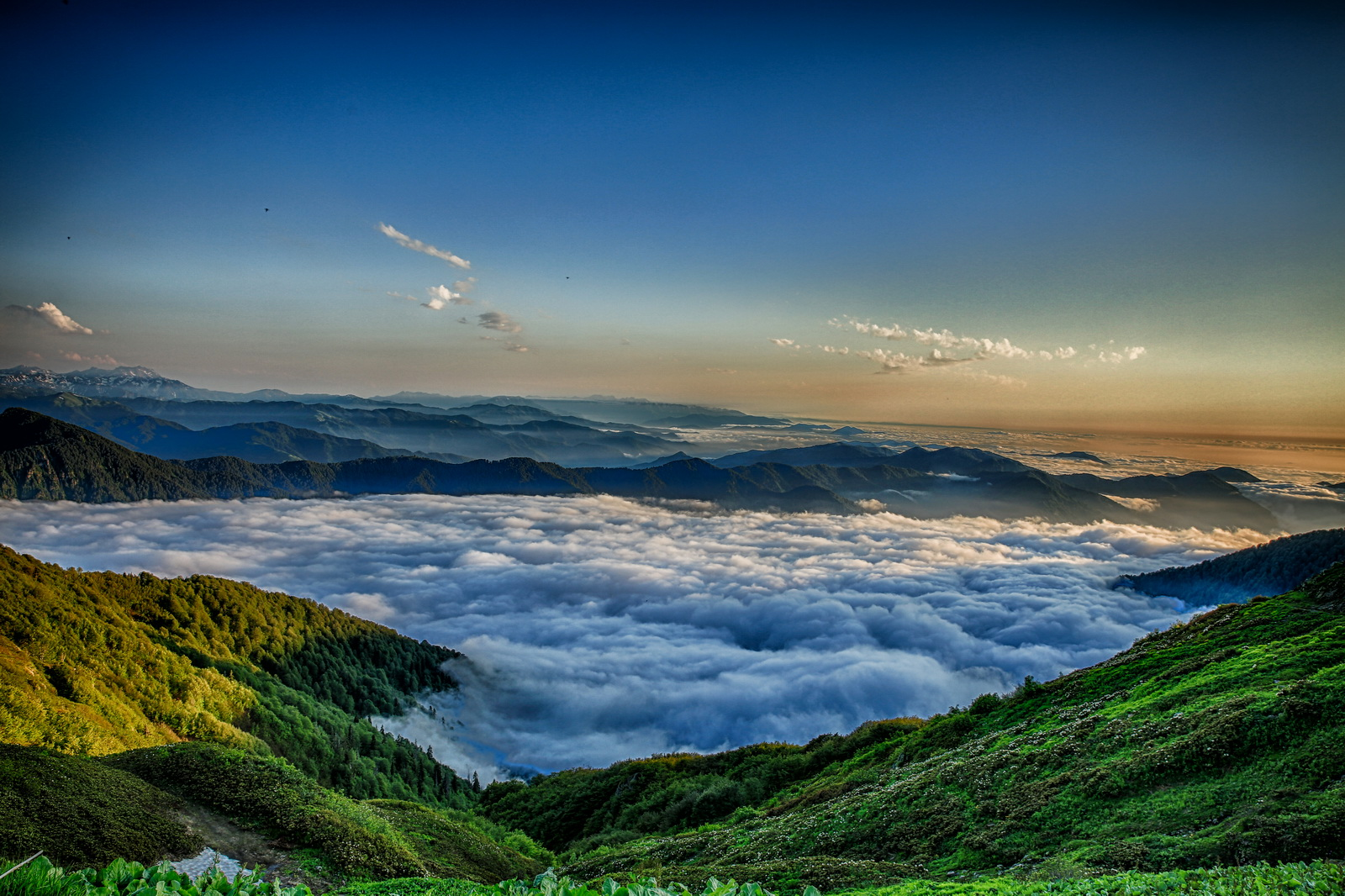
Dans la réserve naturelle de Kintrishi. Juin 2017.

- -     - forteresse lazique de Pétra[112], et Tsikhisdziri, Petra-Tsikhisdziri State Museum-Reserve,
    - réserve naturelle de Kobouleti,
    - réserve naturelle de Kintrishi, cathédrale épiscopale de Kintrishi,
- intérieur ou Haute Asjrie : vallée de l'Adjaris Kali ou Atcharistsqali, Keda, 
  - Chouakhevi, Cathédrale de Skhalta, Dandalo, Nigazeouli,
  - Khoulo, Khoulo (municipalité), forteresse de Khikhanni, col de Goderedzi..., et col pour rejoindre Akhaltsikhe, Bordjomi,
- parc national de Mtirala[113], anciennement Tsiskara Reserve,
- parc national de Matchakhela[114], Machakhela Valley Ethnographic Museum (1984),
- Autres musées : Khelvachauri Local Museum (1987), Keda Historical Museum (1999),  Oladauri Ethnographic Museum (1996),  Selim Khimshiashvili Museum (2003),  Khulo Local Museum (1983), Khikhani Valley Ethnographic Museum (2001), Sherif Khimshiashvili Museum (2002), Acharistsklali Art Gallery (2002)...

### Abkhazie
Après deux guerres (1991 et 2008), l'Abkhazie a autoproclamé son indépendance et s'est vue reconnaître par un nombre limité de pays dont la fédération de Russie : elle partage avec cette dernière une frontière commune (république de Karatchaïévo-Tcherkessie) et abrite désormais des bases militaires russes. La délimitation avec le reste de la Géorgie fait l'objet d'un conflit gelé et est infranchissable par les touristes. Le ministère français des Affaires étrangères déconseille formellement les déplacements de citoyens français à l'intérieur de l'Abkhazie — quelle qu'en soit la frontière d'entrée —, leur sécurité n'étant pas assurée et les contacts nécessaires avec les autorités locales étant impossibles en cas de problème.

### Région de Tskhinvali (Ossétie du Sud)
Après deux guerres (1991 et 2008), la région de Tskhinvali a autoproclamé son indépendance sous le nom d'Ossétie du Sud et s'est vue reconnaître par un nombre limité de pays dont la fédération de Russie : elle partage avec cette dernière une frontière commune (république d'Ossétie du Nord) et abrite désormais des bases militaires russes. La délimitation avec le reste de la Géorgie fait l'objet d'un conflit gelé et est infranchissable par les touristes. Le ministère français des Affaires étrangères déconseille formellement les déplacements de citoyens français à l'intérieur de l'Ossétie du Sud — quelle qu'en soit la frontière d'entrée —, leur sécurité n'étant pas assurée et les contacts nécessaires avec les autorités locales étant impossibles en cas de problème.